# Mistrzostwa świata w szachach 2010
| Uczestnicy meczu                                                     | Uczestnicy meczu                                                  |
| -------------------------------------------------------------------- | ----------------------------------------------------------------- |
|                                                                      |                                                                   |
| Viswanathan Anand · Indie · obrońca tytułu · ur. 1969 · ranking 2787 | Weselin Topałow · Bułgaria · pretendent · ur. 1975 · ranking 2805 |
| Centralny Klub Wojskowy w Sofii                                      |                                                                   |

Mistrzostwa świata w szachach 2010 – mecz szachowy, rozegrany w Centralnym Klubie Wojskowym w Sofii w dniach 21 kwietnia-12 maja 2010 roku, pomiędzy broniącym tytułu mistrza świata Viswanathanem Anandem z Indii, a pretendentem Weselinem Topałowem z Bułgarii.

## Zasady
Regulamin meczu przewidywał rozegranie 12 partii. Fundusz nagród wyniósł 2 miliony euro (z tego 60% dla zwycięzcy, a 40% dla pokonanego). Komitetowi organizacyjnemu przewodniczył premier Bojko Borisow.
Viswanathan Anand bronił tytułu po zwycięstwie w 2008 r. nad Władimirem Kramnikiem, natomiast Weselin Topałow awans do finałowego meczu zdobył po pokonaniu w finałowym meczu pretendentów Gatę Kamskiego w Sofii w lutym 2009 roku.
Zawodnicy rozgrywali partie klasycznym tempem: 120 minut na 40 posunięć, następnie 60 minut na 20 posunięć oraz 15 minut na dokończenie partii, poczynając od 61. posunięcia dodatkowo otrzymując 30 sekund po każdym wykonanym posunięciu. W przypadku remisu przewidziano dogrywkę, składającą się z 4 partii tempem szachów szybkich (25 minut na partię oraz 10 sekund bonifikaty po każdym wykonanym posunięciu). Jeśli w dalszym ciągu wynik spotykania pozostawał nierozstrzygnięty, zawodnicy mieli rozegrać dwie partie błyskawiczne (5 minut + 10 sekund po posunięciu), a jeśli i ta dogrywka nie zdecydowałaby o zwycięzcy, odbyłaby się ostatnia, decydująca partia, w której wylosowany jako pierwszy zawodnik wybierał kolor bierek, z tym że grający białymi otrzymywał 6, a czarnymi – 5 minut. Do ostatecznego zwycięstwa białe musiały jednak wygrać, a czarnym wystarczał remis.

## Przebieg i oceny meczu
W przedmeczowych notowaniach minimalnie większe szanse na zwycięstwo dawano obrońcy tytułu, za którym przemawiało większe doświadczenie w meczach rozgrywanych na najwyższym szczeblu, choć bilans dotychczasowych pojedynków pomiędzy Anandem i Topałowem był minimalnie lepszy dla Bułgara (22½ – 21½), był on również wyżej klasyfikowany na obowiązującej w trakcie trwania meczu liście rankingowej FIDE (Topałow – 2805 pkt, 2. miejsce na świecie; Anand – 2787 pkt, 4. miejsce na świecie). Nie brakowało jednak opinii, że miejsce rozgrywania spotkania wpłynie pozytywnie na Topałowa, co mogłoby mu dać przewagę w kontekście końcowego wyniku.
Z powodu erupcji wulkanu Eyjafjallajökull i powstałych z tego tytułu problemów komunikacyjnych w Europie, pierwszą partię meczu przełożono z 23 na 24 kwietnia. Aby dotrzeć do Sofii, mistrz świata musiał odbyć 40 godzinną podróż samolotami i samochodem poprzez terytorium pięciu krajów.
Viswanathana Ananda wspierał zespół arcymistrzów, w skład którego wchodzili Surya Ganguly, Rustam Kasimdżanow, Peter Heine Nielsen oraz Radosław Wojtaszek, natomiast w grupie współpracowników Weselina Topałowa znajdowali się arcymistrzowie Iwan Czeparinow, Erwin l'Ami i Jan Smeets.
Mecz rozpoczął się niekorzystnie dla obrońcy tytułu, który pierwszą partię przegrał po zaledwie 30 posunięciach. Jednakże zwycięstwa w drugiej i czwartej partii (w drugim przypadku, po kombinacyjnej grze) spowodowały, iż objął on jednopunktowe prowadzenie, utrzymując je do 8. partii, którą przegrał. Kolejne trzy partie zakończyły się remisem, a o ostatecznym wyniku meczu zadecydowała ostatnia, 12. partia, w której Anand pokonał czarnymi bierkami Topałowa i obronił tytuł.
| Partia | Data        | Topałow | Anand | ECO | Pos. | Bieżący wynik          |
| ------ | ----------- | ------- | ----- | --- | ---- | ---------------------- |
| 1      | 24 kwietnia | 1       | 0     | D87 | 30   | Topałow prowadzi 1 – 0 |
| 2      | 25 kwietnia | 0       | 1     | E04 | 43   | remis 1 – 1            |
| 3      | 27 kwietnia | ½       | ½     | D17 | 46   | remis 1½ – 1½          |
| 4      | 28 kwietnia | 0       | 1     | E04 | 32   | Anand prowadzi 2½ – 1½ |
| 5      | 30 kwietnia | ½       | ½     | D17 | 44   | Anand prowadzi 3 – 2   |
| 6      | 1 maja      | ½       | ½     | E04 | 58   | Anand prowadzi 3½ – 2½ |
| 7      | 3 maja      | ½       | ½     | E11 | 58   | Anand prowadzi 4 – 3   |
| 8      | 4 maja      | 1       | 0     | D17 | 56   | remis 4 – 4            |
| 9      | 6 maja      | ½       | ½     | E54 | 83   | remis 4½ – 4½          |
| 10     | 7 maja      | ½       | ½     | D86 | 60   | remis 5 – 5            |
| 11     | 9 maja      | ½       | ½     | A29 | 65   | remis 5½ – 5½          |
| 12     | 11 maja     | 0       | 1     | D56 | 56   | Anand wygrał 6½ – 5½   |

W ocenie arcymistrza Marka Tajmanowa, mecz nie był wielkim wydarzeniem:

W meczu w Sofii mieliśmy do czynienia z walką szachistów, ale nie wielkich indywidualności, jak w pojedynkach Kasparow – Karpow, którzy różnili się poglądami i temperamentem. Topałow i Anand koncentrują się wyłącznie na szachach i nie mają żadnych osiągnięć pozaszachowych, ani nawet chęci działania w tym kierunku, w odróżnieniu od wszystkich wielkich szachistów od Steinitza do Kasparowa. Mimo że zajmują się wyłącznie szachami, to nie można powiedzieć, że grają lepiej od wielkich poprzedników, raczej im ustępują. Naturalnie mecz grali dwaj najlepsi obecnie szachiści, ale za nimi jest wielu młodych utalentowanych graczy, z których na pierwszy plan wysuwa się Norweg Carlsen. Być może jemu jest sądzone zagranie z Anandem o koronę szachową (...).

Viswanathan Anand tak skomentował pojedynek w Sofii:

(...) Z Topałowem musiałem walczyć do ostatniej partii. Miałem problemy czarnymi, potem też przestałem dostawać przewagę białymi. Zdecydowałem się naśladować debiuty Kramnika, ale z kolei Topałow zaskoczył mnie tym, że grał bardzo ograniczony repertuar – stale te same debiuty. Nasze przygotowania nie zostały wykorzystane w pełni. Krytyczny moment meczu, to partie 8 i 9. Przegrałem ósmą wskutek grubego błędu, a następnie nie wygrałem elementarnie wygranej pozycji w 9 partii. Z kolei w 10 partii obroniłem trudną końcówkę. Jeśli chodzi o przyszłego rywala, to biorę pod uwagę Carlsena, Aroniana i Kramnika.

## Zapisy partii
|   | a | b | c | d | e | f | g | h |   |
| 8 | a8 – Czarna wieża · c8 – Czarny goniec · f8 – Czarna wieża · a7 – Czarny pionek · f7 – Czarny król · b6 – Czarny pionek · f6 – Czarny pionek · a5 – Czarny skoczek · e5 – Czarny hetman · f5 – Biały pionek · g5 – Czarny pionek · h5 – Biały skoczek · d4 – Czarny pionek · e4 – Biały pionek · d3 – Biały goniec · f3 – Biała wieża · a2 – Biały pionek · d2 – Biały hetman · g2 – Biały pionek · c1 – Biała wieża · g1 – Biały król | a8 – Czarna wieża · c8 – Czarny goniec · f8 – Czarna wieża · a7 – Czarny pionek · f7 – Czarny król · b6 – Czarny pionek · f6 – Czarny pionek · a5 – Czarny skoczek · e5 – Czarny hetman · f5 – Biały pionek · g5 – Czarny pionek · h5 – Biały skoczek · d4 – Czarny pionek · e4 – Biały pionek · d3 – Biały goniec · f3 – Biała wieża · a2 – Biały pionek · d2 – Biały hetman · g2 – Biały pionek · c1 – Biała wieża · g1 – Biały król | a8 – Czarna wieża · c8 – Czarny goniec · f8 – Czarna wieża · a7 – Czarny pionek · f7 – Czarny król · b6 – Czarny pionek · f6 – Czarny pionek · a5 – Czarny skoczek · e5 – Czarny hetman · f5 – Biały pionek · g5 – Czarny pionek · h5 – Biały skoczek · d4 – Czarny pionek · e4 – Biały pionek · d3 – Biały goniec · f3 – Biała wieża · a2 – Biały pionek · d2 – Biały hetman · g2 – Biały pionek · c1 – Biała wieża · g1 – Biały król | a8 – Czarna wieża · c8 – Czarny goniec · f8 – Czarna wieża · a7 – Czarny pionek · f7 – Czarny król · b6 – Czarny pionek · f6 – Czarny pionek · a5 – Czarny skoczek · e5 – Czarny hetman · f5 – Biały pionek · g5 – Czarny pionek · h5 – Biały skoczek · d4 – Czarny pionek · e4 – Biały pionek · d3 – Biały goniec · f3 – Biała wieża · a2 – Biały pionek · d2 – Biały hetman · g2 – Biały pionek · c1 – Biała wieża · g1 – Biały król | a8 – Czarna wieża · c8 – Czarny goniec · f8 – Czarna wieża · a7 – Czarny pionek · f7 – Czarny król · b6 – Czarny pionek · f6 – Czarny pionek · a5 – Czarny skoczek · e5 – Czarny hetman · f5 – Biały pionek · g5 – Czarny pionek · h5 – Biały skoczek · d4 – Czarny pionek · e4 – Biały pionek · d3 – Biały goniec · f3 – Biała wieża · a2 – Biały pionek · d2 – Biały hetman · g2 – Biały pionek · c1 – Biała wieża · g1 – Biały król | a8 – Czarna wieża · c8 – Czarny goniec · f8 – Czarna wieża · a7 – Czarny pionek · f7 – Czarny król · b6 – Czarny pionek · f6 – Czarny pionek · a5 – Czarny skoczek · e5 – Czarny hetman · f5 – Biały pionek · g5 – Czarny pionek · h5 – Biały skoczek · d4 – Czarny pionek · e4 – Biały pionek · d3 – Biały goniec · f3 – Biała wieża · a2 – Biały pionek · d2 – Biały hetman · g2 – Biały pionek · c1 – Biała wieża · g1 – Biały król | a8 – Czarna wieża · c8 – Czarny goniec · f8 – Czarna wieża · a7 – Czarny pionek · f7 – Czarny król · b6 – Czarny pionek · f6 – Czarny pionek · a5 – Czarny skoczek · e5 – Czarny hetman · f5 – Biały pionek · g5 – Czarny pionek · h5 – Biały skoczek · d4 – Czarny pionek · e4 – Biały pionek · d3 – Biały goniec · f3 – Biała wieża · a2 – Biały pionek · d2 – Biały hetman · g2 – Biały pionek · c1 – Biała wieża · g1 – Biały król | a8 – Czarna wieża · c8 – Czarny goniec · f8 – Czarna wieża · a7 – Czarny pionek · f7 – Czarny król · b6 – Czarny pionek · f6 – Czarny pionek · a5 – Czarny skoczek · e5 – Czarny hetman · f5 – Biały pionek · g5 – Czarny pionek · h5 – Biały skoczek · d4 – Czarny pionek · e4 – Biały pionek · d3 – Biały goniec · f3 – Biała wieża · a2 – Biały pionek · d2 – Biały hetman · g2 – Biały pionek · c1 – Biała wieża · g1 – Biały król | 8 |
| 7 | a8 – Czarna wieża · c8 – Czarny goniec · f8 – Czarna wieża · a7 – Czarny pionek · f7 – Czarny król · b6 – Czarny pionek · f6 – Czarny pionek · a5 – Czarny skoczek · e5 – Czarny hetman · f5 – Biały pionek · g5 – Czarny pionek · h5 – Biały skoczek · d4 – Czarny pionek · e4 – Biały pionek · d3 – Biały goniec · f3 – Biała wieża · a2 – Biały pionek · d2 – Biały hetman · g2 – Biały pionek · c1 – Biała wieża · g1 – Biały król | a8 – Czarna wieża · c8 – Czarny goniec · f8 – Czarna wieża · a7 – Czarny pionek · f7 – Czarny król · b6 – Czarny pionek · f6 – Czarny pionek · a5 – Czarny skoczek · e5 – Czarny hetman · f5 – Biały pionek · g5 – Czarny pionek · h5 – Biały skoczek · d4 – Czarny pionek · e4 – Biały pionek · d3 – Biały goniec · f3 – Biała wieża · a2 – Biały pionek · d2 – Biały hetman · g2 – Biały pionek · c1 – Biała wieża · g1 – Biały król | a8 – Czarna wieża · c8 – Czarny goniec · f8 – Czarna wieża · a7 – Czarny pionek · f7 – Czarny król · b6 – Czarny pionek · f6 – Czarny pionek · a5 – Czarny skoczek · e5 – Czarny hetman · f5 – Biały pionek · g5 – Czarny pionek · h5 – Biały skoczek · d4 – Czarny pionek · e4 – Biały pionek · d3 – Biały goniec · f3 – Biała wieża · a2 – Biały pionek · d2 – Biały hetman · g2 – Biały pionek · c1 – Biała wieża · g1 – Biały król | a8 – Czarna wieża · c8 – Czarny goniec · f8 – Czarna wieża · a7 – Czarny pionek · f7 – Czarny król · b6 – Czarny pionek · f6 – Czarny pionek · a5 – Czarny skoczek · e5 – Czarny hetman · f5 – Biały pionek · g5 – Czarny pionek · h5 – Biały skoczek · d4 – Czarny pionek · e4 – Biały pionek · d3 – Biały goniec · f3 – Biała wieża · a2 – Biały pionek · d2 – Biały hetman · g2 – Biały pionek · c1 – Biała wieża · g1 – Biały król | a8 – Czarna wieża · c8 – Czarny goniec · f8 – Czarna wieża · a7 – Czarny pionek · f7 – Czarny król · b6 – Czarny pionek · f6 – Czarny pionek · a5 – Czarny skoczek · e5 – Czarny hetman · f5 – Biały pionek · g5 – Czarny pionek · h5 – Biały skoczek · d4 – Czarny pionek · e4 – Biały pionek · d3 – Biały goniec · f3 – Biała wieża · a2 – Biały pionek · d2 – Biały hetman · g2 – Biały pionek · c1 – Biała wieża · g1 – Biały król | a8 – Czarna wieża · c8 – Czarny goniec · f8 – Czarna wieża · a7 – Czarny pionek · f7 – Czarny król · b6 – Czarny pionek · f6 – Czarny pionek · a5 – Czarny skoczek · e5 – Czarny hetman · f5 – Biały pionek · g5 – Czarny pionek · h5 – Biały skoczek · d4 – Czarny pionek · e4 – Biały pionek · d3 – Biały goniec · f3 – Biała wieża · a2 – Biały pionek · d2 – Biały hetman · g2 – Biały pionek · c1 – Biała wieża · g1 – Biały król | a8 – Czarna wieża · c8 – Czarny goniec · f8 – Czarna wieża · a7 – Czarny pionek · f7 – Czarny król · b6 – Czarny pionek · f6 – Czarny pionek · a5 – Czarny skoczek · e5 – Czarny hetman · f5 – Biały pionek · g5 – Czarny pionek · h5 – Biały skoczek · d4 – Czarny pionek · e4 – Biały pionek · d3 – Biały goniec · f3 – Biała wieża · a2 – Biały pionek · d2 – Biały hetman · g2 – Biały pionek · c1 – Biała wieża · g1 – Biały król | a8 – Czarna wieża · c8 – Czarny goniec · f8 – Czarna wieża · a7 – Czarny pionek · f7 – Czarny król · b6 – Czarny pionek · f6 – Czarny pionek · a5 – Czarny skoczek · e5 – Czarny hetman · f5 – Biały pionek · g5 – Czarny pionek · h5 – Biały skoczek · d4 – Czarny pionek · e4 – Biały pionek · d3 – Biały goniec · f3 – Biała wieża · a2 – Biały pionek · d2 – Biały hetman · g2 – Biały pionek · c1 – Biała wieża · g1 – Biały król | 7 |
| 6 | a8 – Czarna wieża · c8 – Czarny goniec · f8 – Czarna wieża · a7 – Czarny pionek · f7 – Czarny król · b6 – Czarny pionek · f6 – Czarny pionek · a5 – Czarny skoczek · e5 – Czarny hetman · f5 – Biały pionek · g5 – Czarny pionek · h5 – Biały skoczek · d4 – Czarny pionek · e4 – Biały pionek · d3 – Biały goniec · f3 – Biała wieża · a2 – Biały pionek · d2 – Biały hetman · g2 – Biały pionek · c1 – Biała wieża · g1 – Biały król | a8 – Czarna wieża · c8 – Czarny goniec · f8 – Czarna wieża · a7 – Czarny pionek · f7 – Czarny król · b6 – Czarny pionek · f6 – Czarny pionek · a5 – Czarny skoczek · e5 – Czarny hetman · f5 – Biały pionek · g5 – Czarny pionek · h5 – Biały skoczek · d4 – Czarny pionek · e4 – Biały pionek · d3 – Biały goniec · f3 – Biała wieża · a2 – Biały pionek · d2 – Biały hetman · g2 – Biały pionek · c1 – Biała wieża · g1 – Biały król | a8 – Czarna wieża · c8 – Czarny goniec · f8 – Czarna wieża · a7 – Czarny pionek · f7 – Czarny król · b6 – Czarny pionek · f6 – Czarny pionek · a5 – Czarny skoczek · e5 – Czarny hetman · f5 – Biały pionek · g5 – Czarny pionek · h5 – Biały skoczek · d4 – Czarny pionek · e4 – Biały pionek · d3 – Biały goniec · f3 – Biała wieża · a2 – Biały pionek · d2 – Biały hetman · g2 – Biały pionek · c1 – Biała wieża · g1 – Biały król | a8 – Czarna wieża · c8 – Czarny goniec · f8 – Czarna wieża · a7 – Czarny pionek · f7 – Czarny król · b6 – Czarny pionek · f6 – Czarny pionek · a5 – Czarny skoczek · e5 – Czarny hetman · f5 – Biały pionek · g5 – Czarny pionek · h5 – Biały skoczek · d4 – Czarny pionek · e4 – Biały pionek · d3 – Biały goniec · f3 – Biała wieża · a2 – Biały pionek · d2 – Biały hetman · g2 – Biały pionek · c1 – Biała wieża · g1 – Biały król | a8 – Czarna wieża · c8 – Czarny goniec · f8 – Czarna wieża · a7 – Czarny pionek · f7 – Czarny król · b6 – Czarny pionek · f6 – Czarny pionek · a5 – Czarny skoczek · e5 – Czarny hetman · f5 – Biały pionek · g5 – Czarny pionek · h5 – Biały skoczek · d4 – Czarny pionek · e4 – Biały pionek · d3 – Biały goniec · f3 – Biała wieża · a2 – Biały pionek · d2 – Biały hetman · g2 – Biały pionek · c1 – Biała wieża · g1 – Biały król | a8 – Czarna wieża · c8 – Czarny goniec · f8 – Czarna wieża · a7 – Czarny pionek · f7 – Czarny król · b6 – Czarny pionek · f6 – Czarny pionek · a5 – Czarny skoczek · e5 – Czarny hetman · f5 – Biały pionek · g5 – Czarny pionek · h5 – Biały skoczek · d4 – Czarny pionek · e4 – Biały pionek · d3 – Biały goniec · f3 – Biała wieża · a2 – Biały pionek · d2 – Biały hetman · g2 – Biały pionek · c1 – Biała wieża · g1 – Biały król | a8 – Czarna wieża · c8 – Czarny goniec · f8 – Czarna wieża · a7 – Czarny pionek · f7 – Czarny król · b6 – Czarny pionek · f6 – Czarny pionek · a5 – Czarny skoczek · e5 – Czarny hetman · f5 – Biały pionek · g5 – Czarny pionek · h5 – Biały skoczek · d4 – Czarny pionek · e4 – Biały pionek · d3 – Biały goniec · f3 – Biała wieża · a2 – Biały pionek · d2 – Biały hetman · g2 – Biały pionek · c1 – Biała wieża · g1 – Biały król | a8 – Czarna wieża · c8 – Czarny goniec · f8 – Czarna wieża · a7 – Czarny pionek · f7 – Czarny król · b6 – Czarny pionek · f6 – Czarny pionek · a5 – Czarny skoczek · e5 – Czarny hetman · f5 – Biały pionek · g5 – Czarny pionek · h5 – Biały skoczek · d4 – Czarny pionek · e4 – Biały pionek · d3 – Biały goniec · f3 – Biała wieża · a2 – Biały pionek · d2 – Biały hetman · g2 – Biały pionek · c1 – Biała wieża · g1 – Biały król | 6 |
| 5 | a8 – Czarna wieża · c8 – Czarny goniec · f8 – Czarna wieża · a7 – Czarny pionek · f7 – Czarny król · b6 – Czarny pionek · f6 – Czarny pionek · a5 – Czarny skoczek · e5 – Czarny hetman · f5 – Biały pionek · g5 – Czarny pionek · h5 – Biały skoczek · d4 – Czarny pionek · e4 – Biały pionek · d3 – Biały goniec · f3 – Biała wieża · a2 – Biały pionek · d2 – Biały hetman · g2 – Biały pionek · c1 – Biała wieża · g1 – Biały król | a8 – Czarna wieża · c8 – Czarny goniec · f8 – Czarna wieża · a7 – Czarny pionek · f7 – Czarny król · b6 – Czarny pionek · f6 – Czarny pionek · a5 – Czarny skoczek · e5 – Czarny hetman · f5 – Biały pionek · g5 – Czarny pionek · h5 – Biały skoczek · d4 – Czarny pionek · e4 – Biały pionek · d3 – Biały goniec · f3 – Biała wieża · a2 – Biały pionek · d2 – Biały hetman · g2 – Biały pionek · c1 – Biała wieża · g1 – Biały król | a8 – Czarna wieża · c8 – Czarny goniec · f8 – Czarna wieża · a7 – Czarny pionek · f7 – Czarny król · b6 – Czarny pionek · f6 – Czarny pionek · a5 – Czarny skoczek · e5 – Czarny hetman · f5 – Biały pionek · g5 – Czarny pionek · h5 – Biały skoczek · d4 – Czarny pionek · e4 – Biały pionek · d3 – Biały goniec · f3 – Biała wieża · a2 – Biały pionek · d2 – Biały hetman · g2 – Biały pionek · c1 – Biała wieża · g1 – Biały król | a8 – Czarna wieża · c8 – Czarny goniec · f8 – Czarna wieża · a7 – Czarny pionek · f7 – Czarny król · b6 – Czarny pionek · f6 – Czarny pionek · a5 – Czarny skoczek · e5 – Czarny hetman · f5 – Biały pionek · g5 – Czarny pionek · h5 – Biały skoczek · d4 – Czarny pionek · e4 – Biały pionek · d3 – Biały goniec · f3 – Biała wieża · a2 – Biały pionek · d2 – Biały hetman · g2 – Biały pionek · c1 – Biała wieża · g1 – Biały król | a8 – Czarna wieża · c8 – Czarny goniec · f8 – Czarna wieża · a7 – Czarny pionek · f7 – Czarny król · b6 – Czarny pionek · f6 – Czarny pionek · a5 – Czarny skoczek · e5 – Czarny hetman · f5 – Biały pionek · g5 – Czarny pionek · h5 – Biały skoczek · d4 – Czarny pionek · e4 – Biały pionek · d3 – Biały goniec · f3 – Biała wieża · a2 – Biały pionek · d2 – Biały hetman · g2 – Biały pionek · c1 – Biała wieża · g1 – Biały król | a8 – Czarna wieża · c8 – Czarny goniec · f8 – Czarna wieża · a7 – Czarny pionek · f7 – Czarny król · b6 – Czarny pionek · f6 – Czarny pionek · a5 – Czarny skoczek · e5 – Czarny hetman · f5 – Biały pionek · g5 – Czarny pionek · h5 – Biały skoczek · d4 – Czarny pionek · e4 – Biały pionek · d3 – Biały goniec · f3 – Biała wieża · a2 – Biały pionek · d2 – Biały hetman · g2 – Biały pionek · c1 – Biała wieża · g1 – Biały król | a8 – Czarna wieża · c8 – Czarny goniec · f8 – Czarna wieża · a7 – Czarny pionek · f7 – Czarny król · b6 – Czarny pionek · f6 – Czarny pionek · a5 – Czarny skoczek · e5 – Czarny hetman · f5 – Biały pionek · g5 – Czarny pionek · h5 – Biały skoczek · d4 – Czarny pionek · e4 – Biały pionek · d3 – Biały goniec · f3 – Biała wieża · a2 – Biały pionek · d2 – Biały hetman · g2 – Biały pionek · c1 – Biała wieża · g1 – Biały król | a8 – Czarna wieża · c8 – Czarny goniec · f8 – Czarna wieża · a7 – Czarny pionek · f7 – Czarny król · b6 – Czarny pionek · f6 – Czarny pionek · a5 – Czarny skoczek · e5 – Czarny hetman · f5 – Biały pionek · g5 – Czarny pionek · h5 – Biały skoczek · d4 – Czarny pionek · e4 – Biały pionek · d3 – Biały goniec · f3 – Biała wieża · a2 – Biały pionek · d2 – Biały hetman · g2 – Biały pionek · c1 – Biała wieża · g1 – Biały król | 5 |
| 4 | a8 – Czarna wieża · c8 – Czarny goniec · f8 – Czarna wieża · a7 – Czarny pionek · f7 – Czarny król · b6 – Czarny pionek · f6 – Czarny pionek · a5 – Czarny skoczek · e5 – Czarny hetman · f5 – Biały pionek · g5 – Czarny pionek · h5 – Biały skoczek · d4 – Czarny pionek · e4 – Biały pionek · d3 – Biały goniec · f3 – Biała wieża · a2 – Biały pionek · d2 – Biały hetman · g2 – Biały pionek · c1 – Biała wieża · g1 – Biały król | a8 – Czarna wieża · c8 – Czarny goniec · f8 – Czarna wieża · a7 – Czarny pionek · f7 – Czarny król · b6 – Czarny pionek · f6 – Czarny pionek · a5 – Czarny skoczek · e5 – Czarny hetman · f5 – Biały pionek · g5 – Czarny pionek · h5 – Biały skoczek · d4 – Czarny pionek · e4 – Biały pionek · d3 – Biały goniec · f3 – Biała wieża · a2 – Biały pionek · d2 – Biały hetman · g2 – Biały pionek · c1 – Biała wieża · g1 – Biały król | a8 – Czarna wieża · c8 – Czarny goniec · f8 – Czarna wieża · a7 – Czarny pionek · f7 – Czarny król · b6 – Czarny pionek · f6 – Czarny pionek · a5 – Czarny skoczek · e5 – Czarny hetman · f5 – Biały pionek · g5 – Czarny pionek · h5 – Biały skoczek · d4 – Czarny pionek · e4 – Biały pionek · d3 – Biały goniec · f3 – Biała wieża · a2 – Biały pionek · d2 – Biały hetman · g2 – Biały pionek · c1 – Biała wieża · g1 – Biały król | a8 – Czarna wieża · c8 – Czarny goniec · f8 – Czarna wieża · a7 – Czarny pionek · f7 – Czarny król · b6 – Czarny pionek · f6 – Czarny pionek · a5 – Czarny skoczek · e5 – Czarny hetman · f5 – Biały pionek · g5 – Czarny pionek · h5 – Biały skoczek · d4 – Czarny pionek · e4 – Biały pionek · d3 – Biały goniec · f3 – Biała wieża · a2 – Biały pionek · d2 – Biały hetman · g2 – Biały pionek · c1 – Biała wieża · g1 – Biały król | a8 – Czarna wieża · c8 – Czarny goniec · f8 – Czarna wieża · a7 – Czarny pionek · f7 – Czarny król · b6 – Czarny pionek · f6 – Czarny pionek · a5 – Czarny skoczek · e5 – Czarny hetman · f5 – Biały pionek · g5 – Czarny pionek · h5 – Biały skoczek · d4 – Czarny pionek · e4 – Biały pionek · d3 – Biały goniec · f3 – Biała wieża · a2 – Biały pionek · d2 – Biały hetman · g2 – Biały pionek · c1 – Biała wieża · g1 – Biały król | a8 – Czarna wieża · c8 – Czarny goniec · f8 – Czarna wieża · a7 – Czarny pionek · f7 – Czarny król · b6 – Czarny pionek · f6 – Czarny pionek · a5 – Czarny skoczek · e5 – Czarny hetman · f5 – Biały pionek · g5 – Czarny pionek · h5 – Biały skoczek · d4 – Czarny pionek · e4 – Biały pionek · d3 – Biały goniec · f3 – Biała wieża · a2 – Biały pionek · d2 – Biały hetman · g2 – Biały pionek · c1 – Biała wieża · g1 – Biały król | a8 – Czarna wieża · c8 – Czarny goniec · f8 – Czarna wieża · a7 – Czarny pionek · f7 – Czarny król · b6 – Czarny pionek · f6 – Czarny pionek · a5 – Czarny skoczek · e5 – Czarny hetman · f5 – Biały pionek · g5 – Czarny pionek · h5 – Biały skoczek · d4 – Czarny pionek · e4 – Biały pionek · d3 – Biały goniec · f3 – Biała wieża · a2 – Biały pionek · d2 – Biały hetman · g2 – Biały pionek · c1 – Biała wieża · g1 – Biały król | a8 – Czarna wieża · c8 – Czarny goniec · f8 – Czarna wieża · a7 – Czarny pionek · f7 – Czarny król · b6 – Czarny pionek · f6 – Czarny pionek · a5 – Czarny skoczek · e5 – Czarny hetman · f5 – Biały pionek · g5 – Czarny pionek · h5 – Biały skoczek · d4 – Czarny pionek · e4 – Biały pionek · d3 – Biały goniec · f3 – Biała wieża · a2 – Biały pionek · d2 – Biały hetman · g2 – Biały pionek · c1 – Biała wieża · g1 – Biały król | 4 |
| 3 | a8 – Czarna wieża · c8 – Czarny goniec · f8 – Czarna wieża · a7 – Czarny pionek · f7 – Czarny król · b6 – Czarny pionek · f6 – Czarny pionek · a5 – Czarny skoczek · e5 – Czarny hetman · f5 – Biały pionek · g5 – Czarny pionek · h5 – Biały skoczek · d4 – Czarny pionek · e4 – Biały pionek · d3 – Biały goniec · f3 – Biała wieża · a2 – Biały pionek · d2 – Biały hetman · g2 – Biały pionek · c1 – Biała wieża · g1 – Biały król | a8 – Czarna wieża · c8 – Czarny goniec · f8 – Czarna wieża · a7 – Czarny pionek · f7 – Czarny król · b6 – Czarny pionek · f6 – Czarny pionek · a5 – Czarny skoczek · e5 – Czarny hetman · f5 – Biały pionek · g5 – Czarny pionek · h5 – Biały skoczek · d4 – Czarny pionek · e4 – Biały pionek · d3 – Biały goniec · f3 – Biała wieża · a2 – Biały pionek · d2 – Biały hetman · g2 – Biały pionek · c1 – Biała wieża · g1 – Biały król | a8 – Czarna wieża · c8 – Czarny goniec · f8 – Czarna wieża · a7 – Czarny pionek · f7 – Czarny król · b6 – Czarny pionek · f6 – Czarny pionek · a5 – Czarny skoczek · e5 – Czarny hetman · f5 – Biały pionek · g5 – Czarny pionek · h5 – Biały skoczek · d4 – Czarny pionek · e4 – Biały pionek · d3 – Biały goniec · f3 – Biała wieża · a2 – Biały pionek · d2 – Biały hetman · g2 – Biały pionek · c1 – Biała wieża · g1 – Biały król | a8 – Czarna wieża · c8 – Czarny goniec · f8 – Czarna wieża · a7 – Czarny pionek · f7 – Czarny król · b6 – Czarny pionek · f6 – Czarny pionek · a5 – Czarny skoczek · e5 – Czarny hetman · f5 – Biały pionek · g5 – Czarny pionek · h5 – Biały skoczek · d4 – Czarny pionek · e4 – Biały pionek · d3 – Biały goniec · f3 – Biała wieża · a2 – Biały pionek · d2 – Biały hetman · g2 – Biały pionek · c1 – Biała wieża · g1 – Biały król | a8 – Czarna wieża · c8 – Czarny goniec · f8 – Czarna wieża · a7 – Czarny pionek · f7 – Czarny król · b6 – Czarny pionek · f6 – Czarny pionek · a5 – Czarny skoczek · e5 – Czarny hetman · f5 – Biały pionek · g5 – Czarny pionek · h5 – Biały skoczek · d4 – Czarny pionek · e4 – Biały pionek · d3 – Biały goniec · f3 – Biała wieża · a2 – Biały pionek · d2 – Biały hetman · g2 – Biały pionek · c1 – Biała wieża · g1 – Biały król | a8 – Czarna wieża · c8 – Czarny goniec · f8 – Czarna wieża · a7 – Czarny pionek · f7 – Czarny król · b6 – Czarny pionek · f6 – Czarny pionek · a5 – Czarny skoczek · e5 – Czarny hetman · f5 – Biały pionek · g5 – Czarny pionek · h5 – Biały skoczek · d4 – Czarny pionek · e4 – Biały pionek · d3 – Biały goniec · f3 – Biała wieża · a2 – Biały pionek · d2 – Biały hetman · g2 – Biały pionek · c1 – Biała wieża · g1 – Biały król | a8 – Czarna wieża · c8 – Czarny goniec · f8 – Czarna wieża · a7 – Czarny pionek · f7 – Czarny król · b6 – Czarny pionek · f6 – Czarny pionek · a5 – Czarny skoczek · e5 – Czarny hetman · f5 – Biały pionek · g5 – Czarny pionek · h5 – Biały skoczek · d4 – Czarny pionek · e4 – Biały pionek · d3 – Biały goniec · f3 – Biała wieża · a2 – Biały pionek · d2 – Biały hetman · g2 – Biały pionek · c1 – Biała wieża · g1 – Biały król | a8 – Czarna wieża · c8 – Czarny goniec · f8 – Czarna wieża · a7 – Czarny pionek · f7 – Czarny król · b6 – Czarny pionek · f6 – Czarny pionek · a5 – Czarny skoczek · e5 – Czarny hetman · f5 – Biały pionek · g5 – Czarny pionek · h5 – Biały skoczek · d4 – Czarny pionek · e4 – Biały pionek · d3 – Biały goniec · f3 – Biała wieża · a2 – Biały pionek · d2 – Biały hetman · g2 – Biały pionek · c1 – Biała wieża · g1 – Biały król | 3 |
| 2 | a8 – Czarna wieża · c8 – Czarny goniec · f8 – Czarna wieża · a7 – Czarny pionek · f7 – Czarny król · b6 – Czarny pionek · f6 – Czarny pionek · a5 – Czarny skoczek · e5 – Czarny hetman · f5 – Biały pionek · g5 – Czarny pionek · h5 – Biały skoczek · d4 – Czarny pionek · e4 – Biały pionek · d3 – Biały goniec · f3 – Biała wieża · a2 – Biały pionek · d2 – Biały hetman · g2 – Biały pionek · c1 – Biała wieża · g1 – Biały król | a8 – Czarna wieża · c8 – Czarny goniec · f8 – Czarna wieża · a7 – Czarny pionek · f7 – Czarny król · b6 – Czarny pionek · f6 – Czarny pionek · a5 – Czarny skoczek · e5 – Czarny hetman · f5 – Biały pionek · g5 – Czarny pionek · h5 – Biały skoczek · d4 – Czarny pionek · e4 – Biały pionek · d3 – Biały goniec · f3 – Biała wieża · a2 – Biały pionek · d2 – Biały hetman · g2 – Biały pionek · c1 – Biała wieża · g1 – Biały król | a8 – Czarna wieża · c8 – Czarny goniec · f8 – Czarna wieża · a7 – Czarny pionek · f7 – Czarny król · b6 – Czarny pionek · f6 – Czarny pionek · a5 – Czarny skoczek · e5 – Czarny hetman · f5 – Biały pionek · g5 – Czarny pionek · h5 – Biały skoczek · d4 – Czarny pionek · e4 – Biały pionek · d3 – Biały goniec · f3 – Biała wieża · a2 – Biały pionek · d2 – Biały hetman · g2 – Biały pionek · c1 – Biała wieża · g1 – Biały król | a8 – Czarna wieża · c8 – Czarny goniec · f8 – Czarna wieża · a7 – Czarny pionek · f7 – Czarny król · b6 – Czarny pionek · f6 – Czarny pionek · a5 – Czarny skoczek · e5 – Czarny hetman · f5 – Biały pionek · g5 – Czarny pionek · h5 – Biały skoczek · d4 – Czarny pionek · e4 – Biały pionek · d3 – Biały goniec · f3 – Biała wieża · a2 – Biały pionek · d2 – Biały hetman · g2 – Biały pionek · c1 – Biała wieża · g1 – Biały król | a8 – Czarna wieża · c8 – Czarny goniec · f8 – Czarna wieża · a7 – Czarny pionek · f7 – Czarny król · b6 – Czarny pionek · f6 – Czarny pionek · a5 – Czarny skoczek · e5 – Czarny hetman · f5 – Biały pionek · g5 – Czarny pionek · h5 – Biały skoczek · d4 – Czarny pionek · e4 – Biały pionek · d3 – Biały goniec · f3 – Biała wieża · a2 – Biały pionek · d2 – Biały hetman · g2 – Biały pionek · c1 – Biała wieża · g1 – Biały król | a8 – Czarna wieża · c8 – Czarny goniec · f8 – Czarna wieża · a7 – Czarny pionek · f7 – Czarny król · b6 – Czarny pionek · f6 – Czarny pionek · a5 – Czarny skoczek · e5 – Czarny hetman · f5 – Biały pionek · g5 – Czarny pionek · h5 – Biały skoczek · d4 – Czarny pionek · e4 – Biały pionek · d3 – Biały goniec · f3 – Biała wieża · a2 – Biały pionek · d2 – Biały hetman · g2 – Biały pionek · c1 – Biała wieża · g1 – Biały król | a8 – Czarna wieża · c8 – Czarny goniec · f8 – Czarna wieża · a7 – Czarny pionek · f7 – Czarny król · b6 – Czarny pionek · f6 – Czarny pionek · a5 – Czarny skoczek · e5 – Czarny hetman · f5 – Biały pionek · g5 – Czarny pionek · h5 – Biały skoczek · d4 – Czarny pionek · e4 – Biały pionek · d3 – Biały goniec · f3 – Biała wieża · a2 – Biały pionek · d2 – Biały hetman · g2 – Biały pionek · c1 – Biała wieża · g1 – Biały król | a8 – Czarna wieża · c8 – Czarny goniec · f8 – Czarna wieża · a7 – Czarny pionek · f7 – Czarny król · b6 – Czarny pionek · f6 – Czarny pionek · a5 – Czarny skoczek · e5 – Czarny hetman · f5 – Biały pionek · g5 – Czarny pionek · h5 – Biały skoczek · d4 – Czarny pionek · e4 – Biały pionek · d3 – Biały goniec · f3 – Biała wieża · a2 – Biały pionek · d2 – Biały hetman · g2 – Biały pionek · c1 – Biała wieża · g1 – Biały król | 2 |
| 1 | a8 – Czarna wieża · c8 – Czarny goniec · f8 – Czarna wieża · a7 – Czarny pionek · f7 – Czarny król · b6 – Czarny pionek · f6 – Czarny pionek · a5 – Czarny skoczek · e5 – Czarny hetman · f5 – Biały pionek · g5 – Czarny pionek · h5 – Biały skoczek · d4 – Czarny pionek · e4 – Biały pionek · d3 – Biały goniec · f3 – Biała wieża · a2 – Biały pionek · d2 – Biały hetman · g2 – Biały pionek · c1 – Biała wieża · g1 – Biały król | a8 – Czarna wieża · c8 – Czarny goniec · f8 – Czarna wieża · a7 – Czarny pionek · f7 – Czarny król · b6 – Czarny pionek · f6 – Czarny pionek · a5 – Czarny skoczek · e5 – Czarny hetman · f5 – Biały pionek · g5 – Czarny pionek · h5 – Biały skoczek · d4 – Czarny pionek · e4 – Biały pionek · d3 – Biały goniec · f3 – Biała wieża · a2 – Biały pionek · d2 – Biały hetman · g2 – Biały pionek · c1 – Biała wieża · g1 – Biały król | a8 – Czarna wieża · c8 – Czarny goniec · f8 – Czarna wieża · a7 – Czarny pionek · f7 – Czarny król · b6 – Czarny pionek · f6 – Czarny pionek · a5 – Czarny skoczek · e5 – Czarny hetman · f5 – Biały pionek · g5 – Czarny pionek · h5 – Biały skoczek · d4 – Czarny pionek · e4 – Biały pionek · d3 – Biały goniec · f3 – Biała wieża · a2 – Biały pionek · d2 – Biały hetman · g2 – Biały pionek · c1 – Biała wieża · g1 – Biały król | a8 – Czarna wieża · c8 – Czarny goniec · f8 – Czarna wieża · a7 – Czarny pionek · f7 – Czarny król · b6 – Czarny pionek · f6 – Czarny pionek · a5 – Czarny skoczek · e5 – Czarny hetman · f5 – Biały pionek · g5 – Czarny pionek · h5 – Biały skoczek · d4 – Czarny pionek · e4 – Biały pionek · d3 – Biały goniec · f3 – Biała wieża · a2 – Biały pionek · d2 – Biały hetman · g2 – Biały pionek · c1 – Biała wieża · g1 – Biały król | a8 – Czarna wieża · c8 – Czarny goniec · f8 – Czarna wieża · a7 – Czarny pionek · f7 – Czarny król · b6 – Czarny pionek · f6 – Czarny pionek · a5 – Czarny skoczek · e5 – Czarny hetman · f5 – Biały pionek · g5 – Czarny pionek · h5 – Biały skoczek · d4 – Czarny pionek · e4 – Biały pionek · d3 – Biały goniec · f3 – Biała wieża · a2 – Biały pionek · d2 – Biały hetman · g2 – Biały pionek · c1 – Biała wieża · g1 – Biały król | a8 – Czarna wieża · c8 – Czarny goniec · f8 – Czarna wieża · a7 – Czarny pionek · f7 – Czarny król · b6 – Czarny pionek · f6 – Czarny pionek · a5 – Czarny skoczek · e5 – Czarny hetman · f5 – Biały pionek · g5 – Czarny pionek · h5 – Biały skoczek · d4 – Czarny pionek · e4 – Biały pionek · d3 – Biały goniec · f3 – Biała wieża · a2 – Biały pionek · d2 – Biały hetman · g2 – Biały pionek · c1 – Biała wieża · g1 – Biały król | a8 – Czarna wieża · c8 – Czarny goniec · f8 – Czarna wieża · a7 – Czarny pionek · f7 – Czarny król · b6 – Czarny pionek · f6 – Czarny pionek · a5 – Czarny skoczek · e5 – Czarny hetman · f5 – Biały pionek · g5 – Czarny pionek · h5 – Biały skoczek · d4 – Czarny pionek · e4 – Biały pionek · d3 – Biały goniec · f3 – Biała wieża · a2 – Biały pionek · d2 – Biały hetman · g2 – Biały pionek · c1 – Biała wieża · g1 – Biały król | a8 – Czarna wieża · c8 – Czarny goniec · f8 – Czarna wieża · a7 – Czarny pionek · f7 – Czarny król · b6 – Czarny pionek · f6 – Czarny pionek · a5 – Czarny skoczek · e5 – Czarny hetman · f5 – Biały pionek · g5 – Czarny pionek · h5 – Biały skoczek · d4 – Czarny pionek · e4 – Biały pionek · d3 – Biały goniec · f3 – Biała wieża · a2 – Biały pionek · d2 – Biały hetman · g2 – Biały pionek · c1 – Biała wieża · g1 – Biały król | 1 |
|   | a | b | c | d | e | f | g | h |   |

### partia 1.
1. Topałow – Anand, obrona Grünfelda (D87)
1.d4 Sf6 2.c4 g6 3.Sc3 d5 4.cd5 S:d5 5.e4 S:c3 6.bc3 Gg7 7.Gc4 c5 8.Se2 Sc6 9.Ge3 O-O 10.O-O Sa5 11.Gd3 b6 12.Hd2 e5 13.Gh6 cd4 14.G:g7 K:g7 15.cd4 ed4 16.Wac1 Hd6 17.f4 f6 18.f5 He5 19.Sf4 g5 20.Sh5+ Kg8 21.h4 h6 22.hg5 hg5 23.Wf3 Kf7 24.S:f6 K:f6 25.Wh3 Wg8 26.Wh6+ Kf7 27.Wh7+ Ke8 28.Wcc7 Kd8 29.Gb5 H:e4 30.W:c8+ 1 – 0

### partia 2.
2. Anand – Topałow, partia katalońska (E04)
1.d4 Sf6 2.c4 e6 3.Sf3 d5 4.g3 dc4 5.Gg2 a6 6.Se5 c5 7.Sa3 cd4 8.Sa:c4 Gc5 9.O-O O-O 10.Gd2 Sd5 11.Wc1 Sd7 12.Sd3 Ga7 13.Ga5 He7 14.Hb3 Wb8 15.Ha3 H:a3 16.ba3 S7f6 17.Sce5 We8 18.Wc2 b6 19.Gd2 Gb7 20.Wfc1 Wbd8 21.f4 Gb8 22.a4 a5 23.Sc6 G:c6 24.W:c6 h5 25.W1c4 Se3 26.G:e3 de3 27.Gf3 g6 28.Wb6 Ga7 29.Wb3 Wd4 30.Wc7 Gb8 31.Wc5 Gd6 32.W:a5 Wc8 33.Kg2 Wc2 34.a3 Wa2 35.Sb4 G:b4 36.ab4 Sd5 37.b5 Wa:a4 38.W:a4 W:a4 39.G:d5 ed5 40.b6 Wa8 41.b7 Wb8 42.Kf3 d4 43.Ke4 1 – 0

### partia 3.
3. Topałow – Anand, obrona słowiańska (D17)
1.d4 d5 2.c4 c6 3.Sf3 Sf6 4.Sc3 dc4 5.a4 Gf5 6.Se5 e6 7.f3 c5 8.e4 Gg6 9.Ge3 cd4 10.H:d4 H:d4 11.G:d4 Sfd7 12.S:d7 S:d7 13.G:c4 a6 14.Wc1 Wg8 15.h4 h6 16.Ke2 Gd6 17.h5 Gh7 18.a5 Ke7 19.Sa4 f6 20.b4 Wgc8 21.Gc5 G:c5 22.bc5 Wc7 23.Sb6 Wd8 24.S:d7 Wd:d7 25.Gd3 Gg8 26.c6 Wd6 27.cb7 W:b7 28.Wc3 Gf7 29.Ke3 Ge8 30.g4 e5 31.Whc1 Gd7 32.Wc5 Gb5 33.G:b5 ab5 34.Wb1 b4 35.Wb3 Wa6 36.Kd3 Wba7 37.W:b4 W:a5 38.W:a5 W:a5 39.Wb7+ Kf8 40.Ke2 Wa2+ 41.Ke3 Wa3+ 42.Kf2 Wa2+ 43.Ke3 Wa3+ 44.Kf2 Wa2+ 45.Ke3 Wa3+ 46.Kf2 remis
|   | a | b | c | d | e | f | g | h |   |
| 8 | d8 – Czarna wieża · f8 – Czarna wieża · g8 – Czarny król · a7 – Czarny hetman · f7 – Czarny pionek · g7 – Czarny pionek · a6 – Czarny skoczek · c6 – Czarny goniec · d6 – Biały skoczek · e6 – Czarny pionek · h6 – Czarny pionek · a5 – Czarny pionek · a4 – Czarny pionek · b4 – Czarny skoczek · e4 – Biały pionek · g4 – Biały skoczek · g3 – Biały pionek · b2 – Biały pionek · d2 – Biały hetman · f2 – Biały pionek · g2 – Biały goniec · h2 – Biały pionek · c1 – Biała wieża · d1 – Biała wieża · g1 – Biały król | d8 – Czarna wieża · f8 – Czarna wieża · g8 – Czarny król · a7 – Czarny hetman · f7 – Czarny pionek · g7 – Czarny pionek · a6 – Czarny skoczek · c6 – Czarny goniec · d6 – Biały skoczek · e6 – Czarny pionek · h6 – Czarny pionek · a5 – Czarny pionek · a4 – Czarny pionek · b4 – Czarny skoczek · e4 – Biały pionek · g4 – Biały skoczek · g3 – Biały pionek · b2 – Biały pionek · d2 – Biały hetman · f2 – Biały pionek · g2 – Biały goniec · h2 – Biały pionek · c1 – Biała wieża · d1 – Biała wieża · g1 – Biały król | d8 – Czarna wieża · f8 – Czarna wieża · g8 – Czarny król · a7 – Czarny hetman · f7 – Czarny pionek · g7 – Czarny pionek · a6 – Czarny skoczek · c6 – Czarny goniec · d6 – Biały skoczek · e6 – Czarny pionek · h6 – Czarny pionek · a5 – Czarny pionek · a4 – Czarny pionek · b4 – Czarny skoczek · e4 – Biały pionek · g4 – Biały skoczek · g3 – Biały pionek · b2 – Biały pionek · d2 – Biały hetman · f2 – Biały pionek · g2 – Biały goniec · h2 – Biały pionek · c1 – Biała wieża · d1 – Biała wieża · g1 – Biały król | d8 – Czarna wieża · f8 – Czarna wieża · g8 – Czarny król · a7 – Czarny hetman · f7 – Czarny pionek · g7 – Czarny pionek · a6 – Czarny skoczek · c6 – Czarny goniec · d6 – Biały skoczek · e6 – Czarny pionek · h6 – Czarny pionek · a5 – Czarny pionek · a4 – Czarny pionek · b4 – Czarny skoczek · e4 – Biały pionek · g4 – Biały skoczek · g3 – Biały pionek · b2 – Biały pionek · d2 – Biały hetman · f2 – Biały pionek · g2 – Biały goniec · h2 – Biały pionek · c1 – Biała wieża · d1 – Biała wieża · g1 – Biały król | d8 – Czarna wieża · f8 – Czarna wieża · g8 – Czarny król · a7 – Czarny hetman · f7 – Czarny pionek · g7 – Czarny pionek · a6 – Czarny skoczek · c6 – Czarny goniec · d6 – Biały skoczek · e6 – Czarny pionek · h6 – Czarny pionek · a5 – Czarny pionek · a4 – Czarny pionek · b4 – Czarny skoczek · e4 – Biały pionek · g4 – Biały skoczek · g3 – Biały pionek · b2 – Biały pionek · d2 – Biały hetman · f2 – Biały pionek · g2 – Biały goniec · h2 – Biały pionek · c1 – Biała wieża · d1 – Biała wieża · g1 – Biały król | d8 – Czarna wieża · f8 – Czarna wieża · g8 – Czarny król · a7 – Czarny hetman · f7 – Czarny pionek · g7 – Czarny pionek · a6 – Czarny skoczek · c6 – Czarny goniec · d6 – Biały skoczek · e6 – Czarny pionek · h6 – Czarny pionek · a5 – Czarny pionek · a4 – Czarny pionek · b4 – Czarny skoczek · e4 – Biały pionek · g4 – Biały skoczek · g3 – Biały pionek · b2 – Biały pionek · d2 – Biały hetman · f2 – Biały pionek · g2 – Biały goniec · h2 – Biały pionek · c1 – Biała wieża · d1 – Biała wieża · g1 – Biały król | d8 – Czarna wieża · f8 – Czarna wieża · g8 – Czarny król · a7 – Czarny hetman · f7 – Czarny pionek · g7 – Czarny pionek · a6 – Czarny skoczek · c6 – Czarny goniec · d6 – Biały skoczek · e6 – Czarny pionek · h6 – Czarny pionek · a5 – Czarny pionek · a4 – Czarny pionek · b4 – Czarny skoczek · e4 – Biały pionek · g4 – Biały skoczek · g3 – Biały pionek · b2 – Biały pionek · d2 – Biały hetman · f2 – Biały pionek · g2 – Biały goniec · h2 – Biały pionek · c1 – Biała wieża · d1 – Biała wieża · g1 – Biały król | d8 – Czarna wieża · f8 – Czarna wieża · g8 – Czarny król · a7 – Czarny hetman · f7 – Czarny pionek · g7 – Czarny pionek · a6 – Czarny skoczek · c6 – Czarny goniec · d6 – Biały skoczek · e6 – Czarny pionek · h6 – Czarny pionek · a5 – Czarny pionek · a4 – Czarny pionek · b4 – Czarny skoczek · e4 – Biały pionek · g4 – Biały skoczek · g3 – Biały pionek · b2 – Biały pionek · d2 – Biały hetman · f2 – Biały pionek · g2 – Biały goniec · h2 – Biały pionek · c1 – Biała wieża · d1 – Biała wieża · g1 – Biały król | 8 |
| 7 | d8 – Czarna wieża · f8 – Czarna wieża · g8 – Czarny król · a7 – Czarny hetman · f7 – Czarny pionek · g7 – Czarny pionek · a6 – Czarny skoczek · c6 – Czarny goniec · d6 – Biały skoczek · e6 – Czarny pionek · h6 – Czarny pionek · a5 – Czarny pionek · a4 – Czarny pionek · b4 – Czarny skoczek · e4 – Biały pionek · g4 – Biały skoczek · g3 – Biały pionek · b2 – Biały pionek · d2 – Biały hetman · f2 – Biały pionek · g2 – Biały goniec · h2 – Biały pionek · c1 – Biała wieża · d1 – Biała wieża · g1 – Biały król | d8 – Czarna wieża · f8 – Czarna wieża · g8 – Czarny król · a7 – Czarny hetman · f7 – Czarny pionek · g7 – Czarny pionek · a6 – Czarny skoczek · c6 – Czarny goniec · d6 – Biały skoczek · e6 – Czarny pionek · h6 – Czarny pionek · a5 – Czarny pionek · a4 – Czarny pionek · b4 – Czarny skoczek · e4 – Biały pionek · g4 – Biały skoczek · g3 – Biały pionek · b2 – Biały pionek · d2 – Biały hetman · f2 – Biały pionek · g2 – Biały goniec · h2 – Biały pionek · c1 – Biała wieża · d1 – Biała wieża · g1 – Biały król | d8 – Czarna wieża · f8 – Czarna wieża · g8 – Czarny król · a7 – Czarny hetman · f7 – Czarny pionek · g7 – Czarny pionek · a6 – Czarny skoczek · c6 – Czarny goniec · d6 – Biały skoczek · e6 – Czarny pionek · h6 – Czarny pionek · a5 – Czarny pionek · a4 – Czarny pionek · b4 – Czarny skoczek · e4 – Biały pionek · g4 – Biały skoczek · g3 – Biały pionek · b2 – Biały pionek · d2 – Biały hetman · f2 – Biały pionek · g2 – Biały goniec · h2 – Biały pionek · c1 – Biała wieża · d1 – Biała wieża · g1 – Biały król | d8 – Czarna wieża · f8 – Czarna wieża · g8 – Czarny król · a7 – Czarny hetman · f7 – Czarny pionek · g7 – Czarny pionek · a6 – Czarny skoczek · c6 – Czarny goniec · d6 – Biały skoczek · e6 – Czarny pionek · h6 – Czarny pionek · a5 – Czarny pionek · a4 – Czarny pionek · b4 – Czarny skoczek · e4 – Biały pionek · g4 – Biały skoczek · g3 – Biały pionek · b2 – Biały pionek · d2 – Biały hetman · f2 – Biały pionek · g2 – Biały goniec · h2 – Biały pionek · c1 – Biała wieża · d1 – Biała wieża · g1 – Biały król | d8 – Czarna wieża · f8 – Czarna wieża · g8 – Czarny król · a7 – Czarny hetman · f7 – Czarny pionek · g7 – Czarny pionek · a6 – Czarny skoczek · c6 – Czarny goniec · d6 – Biały skoczek · e6 – Czarny pionek · h6 – Czarny pionek · a5 – Czarny pionek · a4 – Czarny pionek · b4 – Czarny skoczek · e4 – Biały pionek · g4 – Biały skoczek · g3 – Biały pionek · b2 – Biały pionek · d2 – Biały hetman · f2 – Biały pionek · g2 – Biały goniec · h2 – Biały pionek · c1 – Biała wieża · d1 – Biała wieża · g1 – Biały król | d8 – Czarna wieża · f8 – Czarna wieża · g8 – Czarny król · a7 – Czarny hetman · f7 – Czarny pionek · g7 – Czarny pionek · a6 – Czarny skoczek · c6 – Czarny goniec · d6 – Biały skoczek · e6 – Czarny pionek · h6 – Czarny pionek · a5 – Czarny pionek · a4 – Czarny pionek · b4 – Czarny skoczek · e4 – Biały pionek · g4 – Biały skoczek · g3 – Biały pionek · b2 – Biały pionek · d2 – Biały hetman · f2 – Biały pionek · g2 – Biały goniec · h2 – Biały pionek · c1 – Biała wieża · d1 – Biała wieża · g1 – Biały król | d8 – Czarna wieża · f8 – Czarna wieża · g8 – Czarny król · a7 – Czarny hetman · f7 – Czarny pionek · g7 – Czarny pionek · a6 – Czarny skoczek · c6 – Czarny goniec · d6 – Biały skoczek · e6 – Czarny pionek · h6 – Czarny pionek · a5 – Czarny pionek · a4 – Czarny pionek · b4 – Czarny skoczek · e4 – Biały pionek · g4 – Biały skoczek · g3 – Biały pionek · b2 – Biały pionek · d2 – Biały hetman · f2 – Biały pionek · g2 – Biały goniec · h2 – Biały pionek · c1 – Biała wieża · d1 – Biała wieża · g1 – Biały król | d8 – Czarna wieża · f8 – Czarna wieża · g8 – Czarny król · a7 – Czarny hetman · f7 – Czarny pionek · g7 – Czarny pionek · a6 – Czarny skoczek · c6 – Czarny goniec · d6 – Biały skoczek · e6 – Czarny pionek · h6 – Czarny pionek · a5 – Czarny pionek · a4 – Czarny pionek · b4 – Czarny skoczek · e4 – Biały pionek · g4 – Biały skoczek · g3 – Biały pionek · b2 – Biały pionek · d2 – Biały hetman · f2 – Biały pionek · g2 – Biały goniec · h2 – Biały pionek · c1 – Biała wieża · d1 – Biała wieża · g1 – Biały król | 7 |
| 6 | d8 – Czarna wieża · f8 – Czarna wieża · g8 – Czarny król · a7 – Czarny hetman · f7 – Czarny pionek · g7 – Czarny pionek · a6 – Czarny skoczek · c6 – Czarny goniec · d6 – Biały skoczek · e6 – Czarny pionek · h6 – Czarny pionek · a5 – Czarny pionek · a4 – Czarny pionek · b4 – Czarny skoczek · e4 – Biały pionek · g4 – Biały skoczek · g3 – Biały pionek · b2 – Biały pionek · d2 – Biały hetman · f2 – Biały pionek · g2 – Biały goniec · h2 – Biały pionek · c1 – Biała wieża · d1 – Biała wieża · g1 – Biały król | d8 – Czarna wieża · f8 – Czarna wieża · g8 – Czarny król · a7 – Czarny hetman · f7 – Czarny pionek · g7 – Czarny pionek · a6 – Czarny skoczek · c6 – Czarny goniec · d6 – Biały skoczek · e6 – Czarny pionek · h6 – Czarny pionek · a5 – Czarny pionek · a4 – Czarny pionek · b4 – Czarny skoczek · e4 – Biały pionek · g4 – Biały skoczek · g3 – Biały pionek · b2 – Biały pionek · d2 – Biały hetman · f2 – Biały pionek · g2 – Biały goniec · h2 – Biały pionek · c1 – Biała wieża · d1 – Biała wieża · g1 – Biały król | d8 – Czarna wieża · f8 – Czarna wieża · g8 – Czarny król · a7 – Czarny hetman · f7 – Czarny pionek · g7 – Czarny pionek · a6 – Czarny skoczek · c6 – Czarny goniec · d6 – Biały skoczek · e6 – Czarny pionek · h6 – Czarny pionek · a5 – Czarny pionek · a4 – Czarny pionek · b4 – Czarny skoczek · e4 – Biały pionek · g4 – Biały skoczek · g3 – Biały pionek · b2 – Biały pionek · d2 – Biały hetman · f2 – Biały pionek · g2 – Biały goniec · h2 – Biały pionek · c1 – Biała wieża · d1 – Biała wieża · g1 – Biały król | d8 – Czarna wieża · f8 – Czarna wieża · g8 – Czarny król · a7 – Czarny hetman · f7 – Czarny pionek · g7 – Czarny pionek · a6 – Czarny skoczek · c6 – Czarny goniec · d6 – Biały skoczek · e6 – Czarny pionek · h6 – Czarny pionek · a5 – Czarny pionek · a4 – Czarny pionek · b4 – Czarny skoczek · e4 – Biały pionek · g4 – Biały skoczek · g3 – Biały pionek · b2 – Biały pionek · d2 – Biały hetman · f2 – Biały pionek · g2 – Biały goniec · h2 – Biały pionek · c1 – Biała wieża · d1 – Biała wieża · g1 – Biały król | d8 – Czarna wieża · f8 – Czarna wieża · g8 – Czarny król · a7 – Czarny hetman · f7 – Czarny pionek · g7 – Czarny pionek · a6 – Czarny skoczek · c6 – Czarny goniec · d6 – Biały skoczek · e6 – Czarny pionek · h6 – Czarny pionek · a5 – Czarny pionek · a4 – Czarny pionek · b4 – Czarny skoczek · e4 – Biały pionek · g4 – Biały skoczek · g3 – Biały pionek · b2 – Biały pionek · d2 – Biały hetman · f2 – Biały pionek · g2 – Biały goniec · h2 – Biały pionek · c1 – Biała wieża · d1 – Biała wieża · g1 – Biały król | d8 – Czarna wieża · f8 – Czarna wieża · g8 – Czarny król · a7 – Czarny hetman · f7 – Czarny pionek · g7 – Czarny pionek · a6 – Czarny skoczek · c6 – Czarny goniec · d6 – Biały skoczek · e6 – Czarny pionek · h6 – Czarny pionek · a5 – Czarny pionek · a4 – Czarny pionek · b4 – Czarny skoczek · e4 – Biały pionek · g4 – Biały skoczek · g3 – Biały pionek · b2 – Biały pionek · d2 – Biały hetman · f2 – Biały pionek · g2 – Biały goniec · h2 – Biały pionek · c1 – Biała wieża · d1 – Biała wieża · g1 – Biały król | d8 – Czarna wieża · f8 – Czarna wieża · g8 – Czarny król · a7 – Czarny hetman · f7 – Czarny pionek · g7 – Czarny pionek · a6 – Czarny skoczek · c6 – Czarny goniec · d6 – Biały skoczek · e6 – Czarny pionek · h6 – Czarny pionek · a5 – Czarny pionek · a4 – Czarny pionek · b4 – Czarny skoczek · e4 – Biały pionek · g4 – Biały skoczek · g3 – Biały pionek · b2 – Biały pionek · d2 – Biały hetman · f2 – Biały pionek · g2 – Biały goniec · h2 – Biały pionek · c1 – Biała wieża · d1 – Biała wieża · g1 – Biały król | d8 – Czarna wieża · f8 – Czarna wieża · g8 – Czarny król · a7 – Czarny hetman · f7 – Czarny pionek · g7 – Czarny pionek · a6 – Czarny skoczek · c6 – Czarny goniec · d6 – Biały skoczek · e6 – Czarny pionek · h6 – Czarny pionek · a5 – Czarny pionek · a4 – Czarny pionek · b4 – Czarny skoczek · e4 – Biały pionek · g4 – Biały skoczek · g3 – Biały pionek · b2 – Biały pionek · d2 – Biały hetman · f2 – Biały pionek · g2 – Biały goniec · h2 – Biały pionek · c1 – Biała wieża · d1 – Biała wieża · g1 – Biały król | 6 |
| 5 | d8 – Czarna wieża · f8 – Czarna wieża · g8 – Czarny król · a7 – Czarny hetman · f7 – Czarny pionek · g7 – Czarny pionek · a6 – Czarny skoczek · c6 – Czarny goniec · d6 – Biały skoczek · e6 – Czarny pionek · h6 – Czarny pionek · a5 – Czarny pionek · a4 – Czarny pionek · b4 – Czarny skoczek · e4 – Biały pionek · g4 – Biały skoczek · g3 – Biały pionek · b2 – Biały pionek · d2 – Biały hetman · f2 – Biały pionek · g2 – Biały goniec · h2 – Biały pionek · c1 – Biała wieża · d1 – Biała wieża · g1 – Biały król | d8 – Czarna wieża · f8 – Czarna wieża · g8 – Czarny król · a7 – Czarny hetman · f7 – Czarny pionek · g7 – Czarny pionek · a6 – Czarny skoczek · c6 – Czarny goniec · d6 – Biały skoczek · e6 – Czarny pionek · h6 – Czarny pionek · a5 – Czarny pionek · a4 – Czarny pionek · b4 – Czarny skoczek · e4 – Biały pionek · g4 – Biały skoczek · g3 – Biały pionek · b2 – Biały pionek · d2 – Biały hetman · f2 – Biały pionek · g2 – Biały goniec · h2 – Biały pionek · c1 – Biała wieża · d1 – Biała wieża · g1 – Biały król | d8 – Czarna wieża · f8 – Czarna wieża · g8 – Czarny król · a7 – Czarny hetman · f7 – Czarny pionek · g7 – Czarny pionek · a6 – Czarny skoczek · c6 – Czarny goniec · d6 – Biały skoczek · e6 – Czarny pionek · h6 – Czarny pionek · a5 – Czarny pionek · a4 – Czarny pionek · b4 – Czarny skoczek · e4 – Biały pionek · g4 – Biały skoczek · g3 – Biały pionek · b2 – Biały pionek · d2 – Biały hetman · f2 – Biały pionek · g2 – Biały goniec · h2 – Biały pionek · c1 – Biała wieża · d1 – Biała wieża · g1 – Biały król | d8 – Czarna wieża · f8 – Czarna wieża · g8 – Czarny król · a7 – Czarny hetman · f7 – Czarny pionek · g7 – Czarny pionek · a6 – Czarny skoczek · c6 – Czarny goniec · d6 – Biały skoczek · e6 – Czarny pionek · h6 – Czarny pionek · a5 – Czarny pionek · a4 – Czarny pionek · b4 – Czarny skoczek · e4 – Biały pionek · g4 – Biały skoczek · g3 – Biały pionek · b2 – Biały pionek · d2 – Biały hetman · f2 – Biały pionek · g2 – Biały goniec · h2 – Biały pionek · c1 – Biała wieża · d1 – Biała wieża · g1 – Biały król | d8 – Czarna wieża · f8 – Czarna wieża · g8 – Czarny król · a7 – Czarny hetman · f7 – Czarny pionek · g7 – Czarny pionek · a6 – Czarny skoczek · c6 – Czarny goniec · d6 – Biały skoczek · e6 – Czarny pionek · h6 – Czarny pionek · a5 – Czarny pionek · a4 – Czarny pionek · b4 – Czarny skoczek · e4 – Biały pionek · g4 – Biały skoczek · g3 – Biały pionek · b2 – Biały pionek · d2 – Biały hetman · f2 – Biały pionek · g2 – Biały goniec · h2 – Biały pionek · c1 – Biała wieża · d1 – Biała wieża · g1 – Biały król | d8 – Czarna wieża · f8 – Czarna wieża · g8 – Czarny król · a7 – Czarny hetman · f7 – Czarny pionek · g7 – Czarny pionek · a6 – Czarny skoczek · c6 – Czarny goniec · d6 – Biały skoczek · e6 – Czarny pionek · h6 – Czarny pionek · a5 – Czarny pionek · a4 – Czarny pionek · b4 – Czarny skoczek · e4 – Biały pionek · g4 – Biały skoczek · g3 – Biały pionek · b2 – Biały pionek · d2 – Biały hetman · f2 – Biały pionek · g2 – Biały goniec · h2 – Biały pionek · c1 – Biała wieża · d1 – Biała wieża · g1 – Biały król | d8 – Czarna wieża · f8 – Czarna wieża · g8 – Czarny król · a7 – Czarny hetman · f7 – Czarny pionek · g7 – Czarny pionek · a6 – Czarny skoczek · c6 – Czarny goniec · d6 – Biały skoczek · e6 – Czarny pionek · h6 – Czarny pionek · a5 – Czarny pionek · a4 – Czarny pionek · b4 – Czarny skoczek · e4 – Biały pionek · g4 – Biały skoczek · g3 – Biały pionek · b2 – Biały pionek · d2 – Biały hetman · f2 – Biały pionek · g2 – Biały goniec · h2 – Biały pionek · c1 – Biała wieża · d1 – Biała wieża · g1 – Biały król | d8 – Czarna wieża · f8 – Czarna wieża · g8 – Czarny król · a7 – Czarny hetman · f7 – Czarny pionek · g7 – Czarny pionek · a6 – Czarny skoczek · c6 – Czarny goniec · d6 – Biały skoczek · e6 – Czarny pionek · h6 – Czarny pionek · a5 – Czarny pionek · a4 – Czarny pionek · b4 – Czarny skoczek · e4 – Biały pionek · g4 – Biały skoczek · g3 – Biały pionek · b2 – Biały pionek · d2 – Biały hetman · f2 – Biały pionek · g2 – Biały goniec · h2 – Biały pionek · c1 – Biała wieża · d1 – Biała wieża · g1 – Biały król | 5 |
| 4 | d8 – Czarna wieża · f8 – Czarna wieża · g8 – Czarny król · a7 – Czarny hetman · f7 – Czarny pionek · g7 – Czarny pionek · a6 – Czarny skoczek · c6 – Czarny goniec · d6 – Biały skoczek · e6 – Czarny pionek · h6 – Czarny pionek · a5 – Czarny pionek · a4 – Czarny pionek · b4 – Czarny skoczek · e4 – Biały pionek · g4 – Biały skoczek · g3 – Biały pionek · b2 – Biały pionek · d2 – Biały hetman · f2 – Biały pionek · g2 – Biały goniec · h2 – Biały pionek · c1 – Biała wieża · d1 – Biała wieża · g1 – Biały król | d8 – Czarna wieża · f8 – Czarna wieża · g8 – Czarny król · a7 – Czarny hetman · f7 – Czarny pionek · g7 – Czarny pionek · a6 – Czarny skoczek · c6 – Czarny goniec · d6 – Biały skoczek · e6 – Czarny pionek · h6 – Czarny pionek · a5 – Czarny pionek · a4 – Czarny pionek · b4 – Czarny skoczek · e4 – Biały pionek · g4 – Biały skoczek · g3 – Biały pionek · b2 – Biały pionek · d2 – Biały hetman · f2 – Biały pionek · g2 – Biały goniec · h2 – Biały pionek · c1 – Biała wieża · d1 – Biała wieża · g1 – Biały król | d8 – Czarna wieża · f8 – Czarna wieża · g8 – Czarny król · a7 – Czarny hetman · f7 – Czarny pionek · g7 – Czarny pionek · a6 – Czarny skoczek · c6 – Czarny goniec · d6 – Biały skoczek · e6 – Czarny pionek · h6 – Czarny pionek · a5 – Czarny pionek · a4 – Czarny pionek · b4 – Czarny skoczek · e4 – Biały pionek · g4 – Biały skoczek · g3 – Biały pionek · b2 – Biały pionek · d2 – Biały hetman · f2 – Biały pionek · g2 – Biały goniec · h2 – Biały pionek · c1 – Biała wieża · d1 – Biała wieża · g1 – Biały król | d8 – Czarna wieża · f8 – Czarna wieża · g8 – Czarny król · a7 – Czarny hetman · f7 – Czarny pionek · g7 – Czarny pionek · a6 – Czarny skoczek · c6 – Czarny goniec · d6 – Biały skoczek · e6 – Czarny pionek · h6 – Czarny pionek · a5 – Czarny pionek · a4 – Czarny pionek · b4 – Czarny skoczek · e4 – Biały pionek · g4 – Biały skoczek · g3 – Biały pionek · b2 – Biały pionek · d2 – Biały hetman · f2 – Biały pionek · g2 – Biały goniec · h2 – Biały pionek · c1 – Biała wieża · d1 – Biała wieża · g1 – Biały król | d8 – Czarna wieża · f8 – Czarna wieża · g8 – Czarny król · a7 – Czarny hetman · f7 – Czarny pionek · g7 – Czarny pionek · a6 – Czarny skoczek · c6 – Czarny goniec · d6 – Biały skoczek · e6 – Czarny pionek · h6 – Czarny pionek · a5 – Czarny pionek · a4 – Czarny pionek · b4 – Czarny skoczek · e4 – Biały pionek · g4 – Biały skoczek · g3 – Biały pionek · b2 – Biały pionek · d2 – Biały hetman · f2 – Biały pionek · g2 – Biały goniec · h2 – Biały pionek · c1 – Biała wieża · d1 – Biała wieża · g1 – Biały król | d8 – Czarna wieża · f8 – Czarna wieża · g8 – Czarny król · a7 – Czarny hetman · f7 – Czarny pionek · g7 – Czarny pionek · a6 – Czarny skoczek · c6 – Czarny goniec · d6 – Biały skoczek · e6 – Czarny pionek · h6 – Czarny pionek · a5 – Czarny pionek · a4 – Czarny pionek · b4 – Czarny skoczek · e4 – Biały pionek · g4 – Biały skoczek · g3 – Biały pionek · b2 – Biały pionek · d2 – Biały hetman · f2 – Biały pionek · g2 – Biały goniec · h2 – Biały pionek · c1 – Biała wieża · d1 – Biała wieża · g1 – Biały król | d8 – Czarna wieża · f8 – Czarna wieża · g8 – Czarny król · a7 – Czarny hetman · f7 – Czarny pionek · g7 – Czarny pionek · a6 – Czarny skoczek · c6 – Czarny goniec · d6 – Biały skoczek · e6 – Czarny pionek · h6 – Czarny pionek · a5 – Czarny pionek · a4 – Czarny pionek · b4 – Czarny skoczek · e4 – Biały pionek · g4 – Biały skoczek · g3 – Biały pionek · b2 – Biały pionek · d2 – Biały hetman · f2 – Biały pionek · g2 – Biały goniec · h2 – Biały pionek · c1 – Biała wieża · d1 – Biała wieża · g1 – Biały król | d8 – Czarna wieża · f8 – Czarna wieża · g8 – Czarny król · a7 – Czarny hetman · f7 – Czarny pionek · g7 – Czarny pionek · a6 – Czarny skoczek · c6 – Czarny goniec · d6 – Biały skoczek · e6 – Czarny pionek · h6 – Czarny pionek · a5 – Czarny pionek · a4 – Czarny pionek · b4 – Czarny skoczek · e4 – Biały pionek · g4 – Biały skoczek · g3 – Biały pionek · b2 – Biały pionek · d2 – Biały hetman · f2 – Biały pionek · g2 – Biały goniec · h2 – Biały pionek · c1 – Biała wieża · d1 – Biała wieża · g1 – Biały król | 4 |
| 3 | d8 – Czarna wieża · f8 – Czarna wieża · g8 – Czarny król · a7 – Czarny hetman · f7 – Czarny pionek · g7 – Czarny pionek · a6 – Czarny skoczek · c6 – Czarny goniec · d6 – Biały skoczek · e6 – Czarny pionek · h6 – Czarny pionek · a5 – Czarny pionek · a4 – Czarny pionek · b4 – Czarny skoczek · e4 – Biały pionek · g4 – Biały skoczek · g3 – Biały pionek · b2 – Biały pionek · d2 – Biały hetman · f2 – Biały pionek · g2 – Biały goniec · h2 – Biały pionek · c1 – Biała wieża · d1 – Biała wieża · g1 – Biały król | d8 – Czarna wieża · f8 – Czarna wieża · g8 – Czarny król · a7 – Czarny hetman · f7 – Czarny pionek · g7 – Czarny pionek · a6 – Czarny skoczek · c6 – Czarny goniec · d6 – Biały skoczek · e6 – Czarny pionek · h6 – Czarny pionek · a5 – Czarny pionek · a4 – Czarny pionek · b4 – Czarny skoczek · e4 – Biały pionek · g4 – Biały skoczek · g3 – Biały pionek · b2 – Biały pionek · d2 – Biały hetman · f2 – Biały pionek · g2 – Biały goniec · h2 – Biały pionek · c1 – Biała wieża · d1 – Biała wieża · g1 – Biały król | d8 – Czarna wieża · f8 – Czarna wieża · g8 – Czarny król · a7 – Czarny hetman · f7 – Czarny pionek · g7 – Czarny pionek · a6 – Czarny skoczek · c6 – Czarny goniec · d6 – Biały skoczek · e6 – Czarny pionek · h6 – Czarny pionek · a5 – Czarny pionek · a4 – Czarny pionek · b4 – Czarny skoczek · e4 – Biały pionek · g4 – Biały skoczek · g3 – Biały pionek · b2 – Biały pionek · d2 – Biały hetman · f2 – Biały pionek · g2 – Biały goniec · h2 – Biały pionek · c1 – Biała wieża · d1 – Biała wieża · g1 – Biały król | d8 – Czarna wieża · f8 – Czarna wieża · g8 – Czarny król · a7 – Czarny hetman · f7 – Czarny pionek · g7 – Czarny pionek · a6 – Czarny skoczek · c6 – Czarny goniec · d6 – Biały skoczek · e6 – Czarny pionek · h6 – Czarny pionek · a5 – Czarny pionek · a4 – Czarny pionek · b4 – Czarny skoczek · e4 – Biały pionek · g4 – Biały skoczek · g3 – Biały pionek · b2 – Biały pionek · d2 – Biały hetman · f2 – Biały pionek · g2 – Biały goniec · h2 – Biały pionek · c1 – Biała wieża · d1 – Biała wieża · g1 – Biały król | d8 – Czarna wieża · f8 – Czarna wieża · g8 – Czarny król · a7 – Czarny hetman · f7 – Czarny pionek · g7 – Czarny pionek · a6 – Czarny skoczek · c6 – Czarny goniec · d6 – Biały skoczek · e6 – Czarny pionek · h6 – Czarny pionek · a5 – Czarny pionek · a4 – Czarny pionek · b4 – Czarny skoczek · e4 – Biały pionek · g4 – Biały skoczek · g3 – Biały pionek · b2 – Biały pionek · d2 – Biały hetman · f2 – Biały pionek · g2 – Biały goniec · h2 – Biały pionek · c1 – Biała wieża · d1 – Biała wieża · g1 – Biały król | d8 – Czarna wieża · f8 – Czarna wieża · g8 – Czarny król · a7 – Czarny hetman · f7 – Czarny pionek · g7 – Czarny pionek · a6 – Czarny skoczek · c6 – Czarny goniec · d6 – Biały skoczek · e6 – Czarny pionek · h6 – Czarny pionek · a5 – Czarny pionek · a4 – Czarny pionek · b4 – Czarny skoczek · e4 – Biały pionek · g4 – Biały skoczek · g3 – Biały pionek · b2 – Biały pionek · d2 – Biały hetman · f2 – Biały pionek · g2 – Biały goniec · h2 – Biały pionek · c1 – Biała wieża · d1 – Biała wieża · g1 – Biały król | d8 – Czarna wieża · f8 – Czarna wieża · g8 – Czarny król · a7 – Czarny hetman · f7 – Czarny pionek · g7 – Czarny pionek · a6 – Czarny skoczek · c6 – Czarny goniec · d6 – Biały skoczek · e6 – Czarny pionek · h6 – Czarny pionek · a5 – Czarny pionek · a4 – Czarny pionek · b4 – Czarny skoczek · e4 – Biały pionek · g4 – Biały skoczek · g3 – Biały pionek · b2 – Biały pionek · d2 – Biały hetman · f2 – Biały pionek · g2 – Biały goniec · h2 – Biały pionek · c1 – Biała wieża · d1 – Biała wieża · g1 – Biały król | d8 – Czarna wieża · f8 – Czarna wieża · g8 – Czarny król · a7 – Czarny hetman · f7 – Czarny pionek · g7 – Czarny pionek · a6 – Czarny skoczek · c6 – Czarny goniec · d6 – Biały skoczek · e6 – Czarny pionek · h6 – Czarny pionek · a5 – Czarny pionek · a4 – Czarny pionek · b4 – Czarny skoczek · e4 – Biały pionek · g4 – Biały skoczek · g3 – Biały pionek · b2 – Biały pionek · d2 – Biały hetman · f2 – Biały pionek · g2 – Biały goniec · h2 – Biały pionek · c1 – Biała wieża · d1 – Biała wieża · g1 – Biały król | 3 |
| 2 | d8 – Czarna wieża · f8 – Czarna wieża · g8 – Czarny król · a7 – Czarny hetman · f7 – Czarny pionek · g7 – Czarny pionek · a6 – Czarny skoczek · c6 – Czarny goniec · d6 – Biały skoczek · e6 – Czarny pionek · h6 – Czarny pionek · a5 – Czarny pionek · a4 – Czarny pionek · b4 – Czarny skoczek · e4 – Biały pionek · g4 – Biały skoczek · g3 – Biały pionek · b2 – Biały pionek · d2 – Biały hetman · f2 – Biały pionek · g2 – Biały goniec · h2 – Biały pionek · c1 – Biała wieża · d1 – Biała wieża · g1 – Biały król | d8 – Czarna wieża · f8 – Czarna wieża · g8 – Czarny król · a7 – Czarny hetman · f7 – Czarny pionek · g7 – Czarny pionek · a6 – Czarny skoczek · c6 – Czarny goniec · d6 – Biały skoczek · e6 – Czarny pionek · h6 – Czarny pionek · a5 – Czarny pionek · a4 – Czarny pionek · b4 – Czarny skoczek · e4 – Biały pionek · g4 – Biały skoczek · g3 – Biały pionek · b2 – Biały pionek · d2 – Biały hetman · f2 – Biały pionek · g2 – Biały goniec · h2 – Biały pionek · c1 – Biała wieża · d1 – Biała wieża · g1 – Biały król | d8 – Czarna wieża · f8 – Czarna wieża · g8 – Czarny król · a7 – Czarny hetman · f7 – Czarny pionek · g7 – Czarny pionek · a6 – Czarny skoczek · c6 – Czarny goniec · d6 – Biały skoczek · e6 – Czarny pionek · h6 – Czarny pionek · a5 – Czarny pionek · a4 – Czarny pionek · b4 – Czarny skoczek · e4 – Biały pionek · g4 – Biały skoczek · g3 – Biały pionek · b2 – Biały pionek · d2 – Biały hetman · f2 – Biały pionek · g2 – Biały goniec · h2 – Biały pionek · c1 – Biała wieża · d1 – Biała wieża · g1 – Biały król | d8 – Czarna wieża · f8 – Czarna wieża · g8 – Czarny król · a7 – Czarny hetman · f7 – Czarny pionek · g7 – Czarny pionek · a6 – Czarny skoczek · c6 – Czarny goniec · d6 – Biały skoczek · e6 – Czarny pionek · h6 – Czarny pionek · a5 – Czarny pionek · a4 – Czarny pionek · b4 – Czarny skoczek · e4 – Biały pionek · g4 – Biały skoczek · g3 – Biały pionek · b2 – Biały pionek · d2 – Biały hetman · f2 – Biały pionek · g2 – Biały goniec · h2 – Biały pionek · c1 – Biała wieża · d1 – Biała wieża · g1 – Biały król | d8 – Czarna wieża · f8 – Czarna wieża · g8 – Czarny król · a7 – Czarny hetman · f7 – Czarny pionek · g7 – Czarny pionek · a6 – Czarny skoczek · c6 – Czarny goniec · d6 – Biały skoczek · e6 – Czarny pionek · h6 – Czarny pionek · a5 – Czarny pionek · a4 – Czarny pionek · b4 – Czarny skoczek · e4 – Biały pionek · g4 – Biały skoczek · g3 – Biały pionek · b2 – Biały pionek · d2 – Biały hetman · f2 – Biały pionek · g2 – Biały goniec · h2 – Biały pionek · c1 – Biała wieża · d1 – Biała wieża · g1 – Biały król | d8 – Czarna wieża · f8 – Czarna wieża · g8 – Czarny król · a7 – Czarny hetman · f7 – Czarny pionek · g7 – Czarny pionek · a6 – Czarny skoczek · c6 – Czarny goniec · d6 – Biały skoczek · e6 – Czarny pionek · h6 – Czarny pionek · a5 – Czarny pionek · a4 – Czarny pionek · b4 – Czarny skoczek · e4 – Biały pionek · g4 – Biały skoczek · g3 – Biały pionek · b2 – Biały pionek · d2 – Biały hetman · f2 – Biały pionek · g2 – Biały goniec · h2 – Biały pionek · c1 – Biała wieża · d1 – Biała wieża · g1 – Biały król | d8 – Czarna wieża · f8 – Czarna wieża · g8 – Czarny król · a7 – Czarny hetman · f7 – Czarny pionek · g7 – Czarny pionek · a6 – Czarny skoczek · c6 – Czarny goniec · d6 – Biały skoczek · e6 – Czarny pionek · h6 – Czarny pionek · a5 – Czarny pionek · a4 – Czarny pionek · b4 – Czarny skoczek · e4 – Biały pionek · g4 – Biały skoczek · g3 – Biały pionek · b2 – Biały pionek · d2 – Biały hetman · f2 – Biały pionek · g2 – Biały goniec · h2 – Biały pionek · c1 – Biała wieża · d1 – Biała wieża · g1 – Biały król | d8 – Czarna wieża · f8 – Czarna wieża · g8 – Czarny król · a7 – Czarny hetman · f7 – Czarny pionek · g7 – Czarny pionek · a6 – Czarny skoczek · c6 – Czarny goniec · d6 – Biały skoczek · e6 – Czarny pionek · h6 – Czarny pionek · a5 – Czarny pionek · a4 – Czarny pionek · b4 – Czarny skoczek · e4 – Biały pionek · g4 – Biały skoczek · g3 – Biały pionek · b2 – Biały pionek · d2 – Biały hetman · f2 – Biały pionek · g2 – Biały goniec · h2 – Biały pionek · c1 – Biała wieża · d1 – Biała wieża · g1 – Biały król | 2 |
| 1 | d8 – Czarna wieża · f8 – Czarna wieża · g8 – Czarny król · a7 – Czarny hetman · f7 – Czarny pionek · g7 – Czarny pionek · a6 – Czarny skoczek · c6 – Czarny goniec · d6 – Biały skoczek · e6 – Czarny pionek · h6 – Czarny pionek · a5 – Czarny pionek · a4 – Czarny pionek · b4 – Czarny skoczek · e4 – Biały pionek · g4 – Biały skoczek · g3 – Biały pionek · b2 – Biały pionek · d2 – Biały hetman · f2 – Biały pionek · g2 – Biały goniec · h2 – Biały pionek · c1 – Biała wieża · d1 – Biała wieża · g1 – Biały król | d8 – Czarna wieża · f8 – Czarna wieża · g8 – Czarny król · a7 – Czarny hetman · f7 – Czarny pionek · g7 – Czarny pionek · a6 – Czarny skoczek · c6 – Czarny goniec · d6 – Biały skoczek · e6 – Czarny pionek · h6 – Czarny pionek · a5 – Czarny pionek · a4 – Czarny pionek · b4 – Czarny skoczek · e4 – Biały pionek · g4 – Biały skoczek · g3 – Biały pionek · b2 – Biały pionek · d2 – Biały hetman · f2 – Biały pionek · g2 – Biały goniec · h2 – Biały pionek · c1 – Biała wieża · d1 – Biała wieża · g1 – Biały król | d8 – Czarna wieża · f8 – Czarna wieża · g8 – Czarny król · a7 – Czarny hetman · f7 – Czarny pionek · g7 – Czarny pionek · a6 – Czarny skoczek · c6 – Czarny goniec · d6 – Biały skoczek · e6 – Czarny pionek · h6 – Czarny pionek · a5 – Czarny pionek · a4 – Czarny pionek · b4 – Czarny skoczek · e4 – Biały pionek · g4 – Biały skoczek · g3 – Biały pionek · b2 – Biały pionek · d2 – Biały hetman · f2 – Biały pionek · g2 – Biały goniec · h2 – Biały pionek · c1 – Biała wieża · d1 – Biała wieża · g1 – Biały król | d8 – Czarna wieża · f8 – Czarna wieża · g8 – Czarny król · a7 – Czarny hetman · f7 – Czarny pionek · g7 – Czarny pionek · a6 – Czarny skoczek · c6 – Czarny goniec · d6 – Biały skoczek · e6 – Czarny pionek · h6 – Czarny pionek · a5 – Czarny pionek · a4 – Czarny pionek · b4 – Czarny skoczek · e4 – Biały pionek · g4 – Biały skoczek · g3 – Biały pionek · b2 – Biały pionek · d2 – Biały hetman · f2 – Biały pionek · g2 – Biały goniec · h2 – Biały pionek · c1 – Biała wieża · d1 – Biała wieża · g1 – Biały król | d8 – Czarna wieża · f8 – Czarna wieża · g8 – Czarny król · a7 – Czarny hetman · f7 – Czarny pionek · g7 – Czarny pionek · a6 – Czarny skoczek · c6 – Czarny goniec · d6 – Biały skoczek · e6 – Czarny pionek · h6 – Czarny pionek · a5 – Czarny pionek · a4 – Czarny pionek · b4 – Czarny skoczek · e4 – Biały pionek · g4 – Biały skoczek · g3 – Biały pionek · b2 – Biały pionek · d2 – Biały hetman · f2 – Biały pionek · g2 – Biały goniec · h2 – Biały pionek · c1 – Biała wieża · d1 – Biała wieża · g1 – Biały król | d8 – Czarna wieża · f8 – Czarna wieża · g8 – Czarny król · a7 – Czarny hetman · f7 – Czarny pionek · g7 – Czarny pionek · a6 – Czarny skoczek · c6 – Czarny goniec · d6 – Biały skoczek · e6 – Czarny pionek · h6 – Czarny pionek · a5 – Czarny pionek · a4 – Czarny pionek · b4 – Czarny skoczek · e4 – Biały pionek · g4 – Biały skoczek · g3 – Biały pionek · b2 – Biały pionek · d2 – Biały hetman · f2 – Biały pionek · g2 – Biały goniec · h2 – Biały pionek · c1 – Biała wieża · d1 – Biała wieża · g1 – Biały król | d8 – Czarna wieża · f8 – Czarna wieża · g8 – Czarny król · a7 – Czarny hetman · f7 – Czarny pionek · g7 – Czarny pionek · a6 – Czarny skoczek · c6 – Czarny goniec · d6 – Biały skoczek · e6 – Czarny pionek · h6 – Czarny pionek · a5 – Czarny pionek · a4 – Czarny pionek · b4 – Czarny skoczek · e4 – Biały pionek · g4 – Biały skoczek · g3 – Biały pionek · b2 – Biały pionek · d2 – Biały hetman · f2 – Biały pionek · g2 – Biały goniec · h2 – Biały pionek · c1 – Biała wieża · d1 – Biała wieża · g1 – Biały król | d8 – Czarna wieża · f8 – Czarna wieża · g8 – Czarny król · a7 – Czarny hetman · f7 – Czarny pionek · g7 – Czarny pionek · a6 – Czarny skoczek · c6 – Czarny goniec · d6 – Biały skoczek · e6 – Czarny pionek · h6 – Czarny pionek · a5 – Czarny pionek · a4 – Czarny pionek · b4 – Czarny skoczek · e4 – Biały pionek · g4 – Biały skoczek · g3 – Biały pionek · b2 – Biały pionek · d2 – Biały hetman · f2 – Biały pionek · g2 – Biały goniec · h2 – Biały pionek · c1 – Biała wieża · d1 – Biała wieża · g1 – Biały król | 1 |
|   | a | b | c | d | e | f | g | h |   |

### partia 4.
4. Anand – Topałow, partia katalońska (E04)
1.d4 Sf6 2.c4 e6 3.Sf3 d5 4.g3 dc4 5.Gg2 Gb4+ 6.Gd2 a5 7.Hc2 G:d2+ 8.H:d2 c6 9.a4 b5 10.Sa3 Gd7 11.Se5 Sd5 12.e4 Sb4 13.0-0 0-0 14.Wfd1 Ge8 15.d5 Hd6 16.Sg4 Hc5 17.Se3 S8a6 18.dc6 ba4 19.Sa:c4 G:c6 20.Wac1 h6 21.Sd6 Ha7 22.Sg4 Wad8 23.S:h6+ gh6 24.H:h6 f6 25.e5 G:g2 26.ef6 W:d6 27.W:d6 Ge4 28.W:e6 Sd3 29.Wc2 Hh7 30.f7+ H:f7 31.W:e4 Hf5 32.We7 1 – 0

### partia 5.
5. Topałow – Anand, obrona słowiańska (D17)
1.d4 d5 2.c4 c6 3.Sf3 Sf6 4.Sc3 dc4 5.a4 Gf5 6.Se5 e6 7.f3 c5 8.e4 Gg6 9.Ge3 cd4 10.H:d4 H:d4 11.G:d4 Sfd7 12.S:d7 S:d7 13.G:c4 a6 14.Wc1 Wg8 15.h4 h5 16.Se2 Gd6 17.Ge3 Se5 18.Sf4 Wc8 19.Gb3 W:c1+ 20.G:c1 Ke7 21.Ke2 Wc8 22.Gd2 f6 23.S:g6+ S:g6 24.g3 Se5 25.f4 Sc6 26.Gc3 Gb4 27.G:b4+ S:b4 28.Wd1 Sc6 29.Wd2 g5 30.Kf2 g4 31.Wc2 Wd8 32.Ke3 Wd6 33.Wc5 Sb4 34.Wc7+ Kd8 35.Wc3 Ke7 36.e5 Wd7 37.ef6+ K:f6 38.Ke2 Sc6 39.Ke1 Sd4 40.Gd1 a5 41.Wc5 Sf5 42.Wc3 Sd4 43.Wc5 Sf5 44.Wc3 remis

### partia 6.
6. Anand – Topałow, partia katalońska (E04)
1.d4 Sf6 2.c4 e6 3.Sf3 d5 4.g3 dc4 5.Gg2 a6 6.Se5 c5 7.Sa3 cd4 8.Sa:c4 Gc5 9.O-O O-O 10.Gg5 h6 11.G:f6 H:f6 12.Sd3 Ga7 13.Ha4 Sc6 14.Wac1 e5 15.G:c6 b5 16.Hc2 H:c6 17.Sc:e5 He4 18.Hc6 Gb7 19.H:e4 G:e4 20.Wc2 Wfe8 21.Wfc1 f6 22.Sd7 Gf5 23.S7c5 Gb6 24.Sb7 Gd7 25.Sf4 Wab8 26.Sd6 We5 27.Sc8 Ga5 28.Sd3 We8 29.Sa7 Gb6 30.Sc6 Wb7 31.Scb4 a5 32.Sd5 a4 33.S:b6 W:b6 34.Sc5 Gf5 35.Wd2 Wc6 36.b4 ab3 37.ab3 b4 38.W:d4 W:e2 39.W:b4 Gh3 40.Wbc4 Wd6 41.We4 Wb2 42.Wee1 Wdd2 43.Se4 Wd4 44.Sc5 Wdd2 45.Se4 Wd3 46.Wb1 Wd:b3 47.Sd2 Wb4 48.f3 g5 49.W:b2 W:b2 50.Wd1 Kf7 51.Kf2 h5 52.Ke3 Wc2 53.Wa1 Kg6 54.Wa6 Gf5 55.Wd6 Wc3+ 56.Kf2 Wc2 57.Ke3 Wc3+ 58.Kf2 Wc2 remis

### partia 7.
7. Anand – Topałow, obrona Bogoljubowa (E11)
1.d4 Sf6 2.c4 e6 3.Sf3 d5 4.g3 Gb4+ 5.Gd2 Ge7 6.Gg2 O-O 7.O-O c6 8.Gf4 dc4 9.Se5 b5 10.S:c6 S:c6 11.G:c6 Gd7 12.G:a8 H:a8 13.f3 Sd5 14.Gd2 e5 15.e4 Gh3 16.ed5 G:f1 17.H:f1 ed4 18.a4 H:d5 19.ab5 H:b5 20.W:a7 We8 21.Kh1 Gf8 22.Wc7 d3 23.Gc3 Gd6 24.Wa7 h6 25.Sd2 Gb4 26.Wa1 G:c3 27.bc3 We2 28.Wd1 Ha4 29.Se4 Hc2 30.Wc1 W:h2+ 31.Kg1 Wg2+ 32.H:g2 H:c1+ 33.Hf1 He3+ 34.Hf2 Hc1+ 35.Hf1 He3+ 36.Kg2 f5 37.Sf2 Kh7 38.Hb1 He6 39.Hb5 g5 40.g4 fg4 41.fg4 Kg6 42.Hb7 d2 43.Hb1+ Kg7 44.Kf1 He7 45.Kg2 He6 46.Hd1 He3 47.Hf3 He6 48.Hb7+ Kg6 49.Hb1+ Kg7 50.Hd1 He3 51.Hc2 He2 52.Ha4 Kg8 53.Hd7 Kf8 54.Hd5 Kg7 55.Kg3 He3+ 56.Hf3 He5+ 57.Kg2 He6 58.Hd1 remis

### partia 8.
8. Topałow – Anand, obrona słowiańska (D17)
1.d4 d5 2.c4 c6 3.Sf3 Sf6 4.Sc3 dc4 5.a4 Bf5 6.Se5 e6 7.f3 c5 8.e4 Bg6 9.Be3 cd4 10.Q:d4 Q:d4 11.B:d4 Sfd7 12.S:d7 S:d7 13.B:c4 Wc8 14.Bb5 a6 15.B:d7+ K:d7 16.Ke2 f6 17.Whd1 Ke8 18.a5 Be7 19.Bb6 Wf8 20.Wac1 f5 21.e5 Bg5 22.Be3 f4 23.Se4 W:c1 24.Sd6+ Kd7 25.B:c1 Kc6 26.Bd2 Be7 27.Wc1+ Kd7 28.Bc3 B:d6 29.Wd1 Bf5 30.h4 g6 31.W:d6+ Kc8 32.Bd2 Wd8 33.B:f4 W:d6 34.ed6 Kd7 35.Ke3 Bc2 36.Kd4 Ke8 37.Ke5 Kf7 38.Be3 Ba4 39.Kf4 Bb5 40.Bc5 Kf6 41.Bd4+ Kf7 42.Kg5 Bc6 43.Kh6 Kg8 44.h5 Be8 45.Kg5 Kf7 46.Kh6 Kg8 47.Bc5 gh5 48.Kg5 Kg7 49.Bd4+ Kf7 50.Be5 h4 51.K:h4 Kg6 52.Kg4 Bb5 53.Kf4 Kf7 54.Kg5 Bc6 55.Kh6 Kg8 56.g4 1 – 0

### partia 9.
9. Anand – Topałow, obrona Nimzowitscha (E54)
1.d4 Sf6 2.c4 e6 3.Sc3 Gb4 4.e3 0-0 5.Gd3 c5 6.Sf3 d5 7.0-0 cd4 8.ed4 dc4 9.G:c4 b6 10.Gg5 Gb7 11.We1 Sbd7 12.Wc1 Wc8 13.Gd3 We8 14.He2 G:c3 15.bc3 Hc7 16.Gh4 Sh5 17.Sg5 g6 18.Sh3 e5 19.f3 Hd6 20.Gf2 ed4 21.H:e8+ W:e8 22.W:e8+ Sf8 23.cd4 Sf6 24.Wee1 Se6 25.Gc4 Gd5 26.Gg3 Hb4 27.Ge5 Sd7 28.a3 Ha4 29.G:d5 S:e5 30.G:e6 H:d4+ 31.Kh1 fe6 32.Sg5 Hd6 33.Se4 H:a3 34.Wc3 Hb2 35.h4 b5 36.Wc8+ Kg7 37.Wc7+ Kf8 38.Sg5 Ke8 39.W:h7 Hc3 40.Wh8+ Kd7 41.Wh7+ Kc6 42.We4 b4 43.S:e6 Kb6 44.Sf4 Ha1+ 45.Kh2 a5 46.h5 gh5 47.W:h5 Sc6 48.Sd5+ Kb7 49.Wh7+ Ka6 50.We6 Kb5 51.Wh5 Sd4 52.Sb6+ Ka6 53.Wd6 Kb7 54.Sc4 S:f3+ 55.gf3 Ha2+ 56.Sd2 Kc7 57.Whd5 b3 58.Wd7+ Kc8 59.Wd8+ Kc7 60.W8d7+ Kc8 61.Wg7 a4 62.Wc5+ Kb8 63.Wd5 Kc8 64.Kg3 Ha1 65.Wg4 b2 66.Wc4+ Kb7 67.Kf2 b1H 68.S:b1 H:b1 69.Wdd4 Ha2+ 70.Kg3 a3 71.Wc3 Ha1 72.Wb4+ Ka6 73.Wa4+ Kb5 74.Wc:a3 Hg1+ 75.Kf4 Hc1+ 76.Kf5 Hc5+ 77.Ke4 Hc2+ 78.Ke3 Hc1+ 79.Kf2 Hd2+ 80.Kg3 He1+ 81.Kf4 Hc1+ 82.Kg3 Hg1+ 83.Kf4 remis

### partia 10.
10. Topałow – Anand, obrona Grünfelda (D86)
1.d4 Sf6 2.c4 g6 3.Sc3 d5 4.cd5 S:d5 5.e4 S:c3 6.bc3 Gg7 7.Gc4 c5 8.Se2 Sc6 9.Ge3 O-O 10.O-O b6 11.Hd2 Gb7 12.Wac1 Wc8 13.Wfd1 cd4 14.cd4 Hd6 15.d5 Sa5 16.Gb5 W:c1 17.W:c1 Wc8 18.h3 W:c1+ 19.H:c1 e6 20.Sf4 ed5 21.S:d5 f5 22.f3 fe4 23.fe4 He5 24.Gd3 Sc6 25.Ga6 Sd4 26.Hc4 G:d5 27.H:d5+ H:d5 28.ed5 Ge5 29.Kf2 Kf7 30.Gg5 Sf5 31.g4 Sd6 32.Kf3 Se8 33.Gc1 Sc7 34.Gd3 Gd6 35.Ke4 b5 36.Kd4 a6 37.Ge2 Ke7 38.Gg5+ Kd7 39.Gd2 Gg3 40.g5 Gf2+ 41.Ke5 Gg3+ 42.Ke4 Se8 43.Gg4+ Ke7 44.Ge6 Sd6+ 45.Kf3 Sc4 46.Gc1 Gd6 47.Ke4 a5 48.Gg4 Ga3 49.G:a3+ S:a3 50.Ke5 Sc4+ 51.Kd4 Kd6 52.Ge2 Sa3 53.h4 Sc2+ 54.Kc3 Sb4 55.G:b5 S:a2+ 56.Kb3 Sb4 57.Ge2 S:d5 58.h5 Sf4 59.hg6 hg6 60.Gc4 remis

### partia 11.
|   | a | b | c | d | e | f | g | h |   |
| 8 | a8 – Czarny goniec · g8 – Czarny król · a7 – Czarny pionek · c7 – Czarna wieża · g7 – Czarny pionek · h6 – Czarny pionek · c5 – Czarny pionek · f5 – Biały pionek · d4 – Czarna wieża · e4 – Czarny hetman · a3 – Biała wieża · e3 – Biały skoczek · g3 – Biały pionek · h3 – Biały król · a2 – Biały pionek · b2 – Biały pionek · f2 – Biała wieża · h2 – Biały pionek · c1 – Biały hetman | a8 – Czarny goniec · g8 – Czarny król · a7 – Czarny pionek · c7 – Czarna wieża · g7 – Czarny pionek · h6 – Czarny pionek · c5 – Czarny pionek · f5 – Biały pionek · d4 – Czarna wieża · e4 – Czarny hetman · a3 – Biała wieża · e3 – Biały skoczek · g3 – Biały pionek · h3 – Biały król · a2 – Biały pionek · b2 – Biały pionek · f2 – Biała wieża · h2 – Biały pionek · c1 – Biały hetman | a8 – Czarny goniec · g8 – Czarny król · a7 – Czarny pionek · c7 – Czarna wieża · g7 – Czarny pionek · h6 – Czarny pionek · c5 – Czarny pionek · f5 – Biały pionek · d4 – Czarna wieża · e4 – Czarny hetman · a3 – Biała wieża · e3 – Biały skoczek · g3 – Biały pionek · h3 – Biały król · a2 – Biały pionek · b2 – Biały pionek · f2 – Biała wieża · h2 – Biały pionek · c1 – Biały hetman | a8 – Czarny goniec · g8 – Czarny król · a7 – Czarny pionek · c7 – Czarna wieża · g7 – Czarny pionek · h6 – Czarny pionek · c5 – Czarny pionek · f5 – Biały pionek · d4 – Czarna wieża · e4 – Czarny hetman · a3 – Biała wieża · e3 – Biały skoczek · g3 – Biały pionek · h3 – Biały król · a2 – Biały pionek · b2 – Biały pionek · f2 – Biała wieża · h2 – Biały pionek · c1 – Biały hetman | a8 – Czarny goniec · g8 – Czarny król · a7 – Czarny pionek · c7 – Czarna wieża · g7 – Czarny pionek · h6 – Czarny pionek · c5 – Czarny pionek · f5 – Biały pionek · d4 – Czarna wieża · e4 – Czarny hetman · a3 – Biała wieża · e3 – Biały skoczek · g3 – Biały pionek · h3 – Biały król · a2 – Biały pionek · b2 – Biały pionek · f2 – Biała wieża · h2 – Biały pionek · c1 – Biały hetman | a8 – Czarny goniec · g8 – Czarny król · a7 – Czarny pionek · c7 – Czarna wieża · g7 – Czarny pionek · h6 – Czarny pionek · c5 – Czarny pionek · f5 – Biały pionek · d4 – Czarna wieża · e4 – Czarny hetman · a3 – Biała wieża · e3 – Biały skoczek · g3 – Biały pionek · h3 – Biały król · a2 – Biały pionek · b2 – Biały pionek · f2 – Biała wieża · h2 – Biały pionek · c1 – Biały hetman | a8 – Czarny goniec · g8 – Czarny król · a7 – Czarny pionek · c7 – Czarna wieża · g7 – Czarny pionek · h6 – Czarny pionek · c5 – Czarny pionek · f5 – Biały pionek · d4 – Czarna wieża · e4 – Czarny hetman · a3 – Biała wieża · e3 – Biały skoczek · g3 – Biały pionek · h3 – Biały król · a2 – Biały pionek · b2 – Biały pionek · f2 – Biała wieża · h2 – Biały pionek · c1 – Biały hetman | a8 – Czarny goniec · g8 – Czarny król · a7 – Czarny pionek · c7 – Czarna wieża · g7 – Czarny pionek · h6 – Czarny pionek · c5 – Czarny pionek · f5 – Biały pionek · d4 – Czarna wieża · e4 – Czarny hetman · a3 – Biała wieża · e3 – Biały skoczek · g3 – Biały pionek · h3 – Biały król · a2 – Biały pionek · b2 – Biały pionek · f2 – Biała wieża · h2 – Biały pionek · c1 – Biały hetman | 8 |
| 7 | a8 – Czarny goniec · g8 – Czarny król · a7 – Czarny pionek · c7 – Czarna wieża · g7 – Czarny pionek · h6 – Czarny pionek · c5 – Czarny pionek · f5 – Biały pionek · d4 – Czarna wieża · e4 – Czarny hetman · a3 – Biała wieża · e3 – Biały skoczek · g3 – Biały pionek · h3 – Biały król · a2 – Biały pionek · b2 – Biały pionek · f2 – Biała wieża · h2 – Biały pionek · c1 – Biały hetman | a8 – Czarny goniec · g8 – Czarny król · a7 – Czarny pionek · c7 – Czarna wieża · g7 – Czarny pionek · h6 – Czarny pionek · c5 – Czarny pionek · f5 – Biały pionek · d4 – Czarna wieża · e4 – Czarny hetman · a3 – Biała wieża · e3 – Biały skoczek · g3 – Biały pionek · h3 – Biały król · a2 – Biały pionek · b2 – Biały pionek · f2 – Biała wieża · h2 – Biały pionek · c1 – Biały hetman | a8 – Czarny goniec · g8 – Czarny król · a7 – Czarny pionek · c7 – Czarna wieża · g7 – Czarny pionek · h6 – Czarny pionek · c5 – Czarny pionek · f5 – Biały pionek · d4 – Czarna wieża · e4 – Czarny hetman · a3 – Biała wieża · e3 – Biały skoczek · g3 – Biały pionek · h3 – Biały król · a2 – Biały pionek · b2 – Biały pionek · f2 – Biała wieża · h2 – Biały pionek · c1 – Biały hetman | a8 – Czarny goniec · g8 – Czarny król · a7 – Czarny pionek · c7 – Czarna wieża · g7 – Czarny pionek · h6 – Czarny pionek · c5 – Czarny pionek · f5 – Biały pionek · d4 – Czarna wieża · e4 – Czarny hetman · a3 – Biała wieża · e3 – Biały skoczek · g3 – Biały pionek · h3 – Biały król · a2 – Biały pionek · b2 – Biały pionek · f2 – Biała wieża · h2 – Biały pionek · c1 – Biały hetman | a8 – Czarny goniec · g8 – Czarny król · a7 – Czarny pionek · c7 – Czarna wieża · g7 – Czarny pionek · h6 – Czarny pionek · c5 – Czarny pionek · f5 – Biały pionek · d4 – Czarna wieża · e4 – Czarny hetman · a3 – Biała wieża · e3 – Biały skoczek · g3 – Biały pionek · h3 – Biały król · a2 – Biały pionek · b2 – Biały pionek · f2 – Biała wieża · h2 – Biały pionek · c1 – Biały hetman | a8 – Czarny goniec · g8 – Czarny król · a7 – Czarny pionek · c7 – Czarna wieża · g7 – Czarny pionek · h6 – Czarny pionek · c5 – Czarny pionek · f5 – Biały pionek · d4 – Czarna wieża · e4 – Czarny hetman · a3 – Biała wieża · e3 – Biały skoczek · g3 – Biały pionek · h3 – Biały król · a2 – Biały pionek · b2 – Biały pionek · f2 – Biała wieża · h2 – Biały pionek · c1 – Biały hetman | a8 – Czarny goniec · g8 – Czarny król · a7 – Czarny pionek · c7 – Czarna wieża · g7 – Czarny pionek · h6 – Czarny pionek · c5 – Czarny pionek · f5 – Biały pionek · d4 – Czarna wieża · e4 – Czarny hetman · a3 – Biała wieża · e3 – Biały skoczek · g3 – Biały pionek · h3 – Biały król · a2 – Biały pionek · b2 – Biały pionek · f2 – Biała wieża · h2 – Biały pionek · c1 – Biały hetman | a8 – Czarny goniec · g8 – Czarny król · a7 – Czarny pionek · c7 – Czarna wieża · g7 – Czarny pionek · h6 – Czarny pionek · c5 – Czarny pionek · f5 – Biały pionek · d4 – Czarna wieża · e4 – Czarny hetman · a3 – Biała wieża · e3 – Biały skoczek · g3 – Biały pionek · h3 – Biały król · a2 – Biały pionek · b2 – Biały pionek · f2 – Biała wieża · h2 – Biały pionek · c1 – Biały hetman | 7 |
| 6 | a8 – Czarny goniec · g8 – Czarny król · a7 – Czarny pionek · c7 – Czarna wieża · g7 – Czarny pionek · h6 – Czarny pionek · c5 – Czarny pionek · f5 – Biały pionek · d4 – Czarna wieża · e4 – Czarny hetman · a3 – Biała wieża · e3 – Biały skoczek · g3 – Biały pionek · h3 – Biały król · a2 – Biały pionek · b2 – Biały pionek · f2 – Biała wieża · h2 – Biały pionek · c1 – Biały hetman | a8 – Czarny goniec · g8 – Czarny król · a7 – Czarny pionek · c7 – Czarna wieża · g7 – Czarny pionek · h6 – Czarny pionek · c5 – Czarny pionek · f5 – Biały pionek · d4 – Czarna wieża · e4 – Czarny hetman · a3 – Biała wieża · e3 – Biały skoczek · g3 – Biały pionek · h3 – Biały król · a2 – Biały pionek · b2 – Biały pionek · f2 – Biała wieża · h2 – Biały pionek · c1 – Biały hetman | a8 – Czarny goniec · g8 – Czarny król · a7 – Czarny pionek · c7 – Czarna wieża · g7 – Czarny pionek · h6 – Czarny pionek · c5 – Czarny pionek · f5 – Biały pionek · d4 – Czarna wieża · e4 – Czarny hetman · a3 – Biała wieża · e3 – Biały skoczek · g3 – Biały pionek · h3 – Biały król · a2 – Biały pionek · b2 – Biały pionek · f2 – Biała wieża · h2 – Biały pionek · c1 – Biały hetman | a8 – Czarny goniec · g8 – Czarny król · a7 – Czarny pionek · c7 – Czarna wieża · g7 – Czarny pionek · h6 – Czarny pionek · c5 – Czarny pionek · f5 – Biały pionek · d4 – Czarna wieża · e4 – Czarny hetman · a3 – Biała wieża · e3 – Biały skoczek · g3 – Biały pionek · h3 – Biały król · a2 – Biały pionek · b2 – Biały pionek · f2 – Biała wieża · h2 – Biały pionek · c1 – Biały hetman | a8 – Czarny goniec · g8 – Czarny król · a7 – Czarny pionek · c7 – Czarna wieża · g7 – Czarny pionek · h6 – Czarny pionek · c5 – Czarny pionek · f5 – Biały pionek · d4 – Czarna wieża · e4 – Czarny hetman · a3 – Biała wieża · e3 – Biały skoczek · g3 – Biały pionek · h3 – Biały król · a2 – Biały pionek · b2 – Biały pionek · f2 – Biała wieża · h2 – Biały pionek · c1 – Biały hetman | a8 – Czarny goniec · g8 – Czarny król · a7 – Czarny pionek · c7 – Czarna wieża · g7 – Czarny pionek · h6 – Czarny pionek · c5 – Czarny pionek · f5 – Biały pionek · d4 – Czarna wieża · e4 – Czarny hetman · a3 – Biała wieża · e3 – Biały skoczek · g3 – Biały pionek · h3 – Biały król · a2 – Biały pionek · b2 – Biały pionek · f2 – Biała wieża · h2 – Biały pionek · c1 – Biały hetman | a8 – Czarny goniec · g8 – Czarny król · a7 – Czarny pionek · c7 – Czarna wieża · g7 – Czarny pionek · h6 – Czarny pionek · c5 – Czarny pionek · f5 – Biały pionek · d4 – Czarna wieża · e4 – Czarny hetman · a3 – Biała wieża · e3 – Biały skoczek · g3 – Biały pionek · h3 – Biały król · a2 – Biały pionek · b2 – Biały pionek · f2 – Biała wieża · h2 – Biały pionek · c1 – Biały hetman | a8 – Czarny goniec · g8 – Czarny król · a7 – Czarny pionek · c7 – Czarna wieża · g7 – Czarny pionek · h6 – Czarny pionek · c5 – Czarny pionek · f5 – Biały pionek · d4 – Czarna wieża · e4 – Czarny hetman · a3 – Biała wieża · e3 – Biały skoczek · g3 – Biały pionek · h3 – Biały król · a2 – Biały pionek · b2 – Biały pionek · f2 – Biała wieża · h2 – Biały pionek · c1 – Biały hetman | 6 |
| 5 | a8 – Czarny goniec · g8 – Czarny król · a7 – Czarny pionek · c7 – Czarna wieża · g7 – Czarny pionek · h6 – Czarny pionek · c5 – Czarny pionek · f5 – Biały pionek · d4 – Czarna wieża · e4 – Czarny hetman · a3 – Biała wieża · e3 – Biały skoczek · g3 – Biały pionek · h3 – Biały król · a2 – Biały pionek · b2 – Biały pionek · f2 – Biała wieża · h2 – Biały pionek · c1 – Biały hetman | a8 – Czarny goniec · g8 – Czarny król · a7 – Czarny pionek · c7 – Czarna wieża · g7 – Czarny pionek · h6 – Czarny pionek · c5 – Czarny pionek · f5 – Biały pionek · d4 – Czarna wieża · e4 – Czarny hetman · a3 – Biała wieża · e3 – Biały skoczek · g3 – Biały pionek · h3 – Biały król · a2 – Biały pionek · b2 – Biały pionek · f2 – Biała wieża · h2 – Biały pionek · c1 – Biały hetman | a8 – Czarny goniec · g8 – Czarny król · a7 – Czarny pionek · c7 – Czarna wieża · g7 – Czarny pionek · h6 – Czarny pionek · c5 – Czarny pionek · f5 – Biały pionek · d4 – Czarna wieża · e4 – Czarny hetman · a3 – Biała wieża · e3 – Biały skoczek · g3 – Biały pionek · h3 – Biały król · a2 – Biały pionek · b2 – Biały pionek · f2 – Biała wieża · h2 – Biały pionek · c1 – Biały hetman | a8 – Czarny goniec · g8 – Czarny król · a7 – Czarny pionek · c7 – Czarna wieża · g7 – Czarny pionek · h6 – Czarny pionek · c5 – Czarny pionek · f5 – Biały pionek · d4 – Czarna wieża · e4 – Czarny hetman · a3 – Biała wieża · e3 – Biały skoczek · g3 – Biały pionek · h3 – Biały król · a2 – Biały pionek · b2 – Biały pionek · f2 – Biała wieża · h2 – Biały pionek · c1 – Biały hetman | a8 – Czarny goniec · g8 – Czarny król · a7 – Czarny pionek · c7 – Czarna wieża · g7 – Czarny pionek · h6 – Czarny pionek · c5 – Czarny pionek · f5 – Biały pionek · d4 – Czarna wieża · e4 – Czarny hetman · a3 – Biała wieża · e3 – Biały skoczek · g3 – Biały pionek · h3 – Biały król · a2 – Biały pionek · b2 – Biały pionek · f2 – Biała wieża · h2 – Biały pionek · c1 – Biały hetman | a8 – Czarny goniec · g8 – Czarny król · a7 – Czarny pionek · c7 – Czarna wieża · g7 – Czarny pionek · h6 – Czarny pionek · c5 – Czarny pionek · f5 – Biały pionek · d4 – Czarna wieża · e4 – Czarny hetman · a3 – Biała wieża · e3 – Biały skoczek · g3 – Biały pionek · h3 – Biały król · a2 – Biały pionek · b2 – Biały pionek · f2 – Biała wieża · h2 – Biały pionek · c1 – Biały hetman | a8 – Czarny goniec · g8 – Czarny król · a7 – Czarny pionek · c7 – Czarna wieża · g7 – Czarny pionek · h6 – Czarny pionek · c5 – Czarny pionek · f5 – Biały pionek · d4 – Czarna wieża · e4 – Czarny hetman · a3 – Biała wieża · e3 – Biały skoczek · g3 – Biały pionek · h3 – Biały król · a2 – Biały pionek · b2 – Biały pionek · f2 – Biała wieża · h2 – Biały pionek · c1 – Biały hetman | a8 – Czarny goniec · g8 – Czarny król · a7 – Czarny pionek · c7 – Czarna wieża · g7 – Czarny pionek · h6 – Czarny pionek · c5 – Czarny pionek · f5 – Biały pionek · d4 – Czarna wieża · e4 – Czarny hetman · a3 – Biała wieża · e3 – Biały skoczek · g3 – Biały pionek · h3 – Biały król · a2 – Biały pionek · b2 – Biały pionek · f2 – Biała wieża · h2 – Biały pionek · c1 – Biały hetman | 5 |
| 4 | a8 – Czarny goniec · g8 – Czarny król · a7 – Czarny pionek · c7 – Czarna wieża · g7 – Czarny pionek · h6 – Czarny pionek · c5 – Czarny pionek · f5 – Biały pionek · d4 – Czarna wieża · e4 – Czarny hetman · a3 – Biała wieża · e3 – Biały skoczek · g3 – Biały pionek · h3 – Biały król · a2 – Biały pionek · b2 – Biały pionek · f2 – Biała wieża · h2 – Biały pionek · c1 – Biały hetman | a8 – Czarny goniec · g8 – Czarny król · a7 – Czarny pionek · c7 – Czarna wieża · g7 – Czarny pionek · h6 – Czarny pionek · c5 – Czarny pionek · f5 – Biały pionek · d4 – Czarna wieża · e4 – Czarny hetman · a3 – Biała wieża · e3 – Biały skoczek · g3 – Biały pionek · h3 – Biały król · a2 – Biały pionek · b2 – Biały pionek · f2 – Biała wieża · h2 – Biały pionek · c1 – Biały hetman | a8 – Czarny goniec · g8 – Czarny król · a7 – Czarny pionek · c7 – Czarna wieża · g7 – Czarny pionek · h6 – Czarny pionek · c5 – Czarny pionek · f5 – Biały pionek · d4 – Czarna wieża · e4 – Czarny hetman · a3 – Biała wieża · e3 – Biały skoczek · g3 – Biały pionek · h3 – Biały król · a2 – Biały pionek · b2 – Biały pionek · f2 – Biała wieża · h2 – Biały pionek · c1 – Biały hetman | a8 – Czarny goniec · g8 – Czarny król · a7 – Czarny pionek · c7 – Czarna wieża · g7 – Czarny pionek · h6 – Czarny pionek · c5 – Czarny pionek · f5 – Biały pionek · d4 – Czarna wieża · e4 – Czarny hetman · a3 – Biała wieża · e3 – Biały skoczek · g3 – Biały pionek · h3 – Biały król · a2 – Biały pionek · b2 – Biały pionek · f2 – Biała wieża · h2 – Biały pionek · c1 – Biały hetman | a8 – Czarny goniec · g8 – Czarny król · a7 – Czarny pionek · c7 – Czarna wieża · g7 – Czarny pionek · h6 – Czarny pionek · c5 – Czarny pionek · f5 – Biały pionek · d4 – Czarna wieża · e4 – Czarny hetman · a3 – Biała wieża · e3 – Biały skoczek · g3 – Biały pionek · h3 – Biały król · a2 – Biały pionek · b2 – Biały pionek · f2 – Biała wieża · h2 – Biały pionek · c1 – Biały hetman | a8 – Czarny goniec · g8 – Czarny król · a7 – Czarny pionek · c7 – Czarna wieża · g7 – Czarny pionek · h6 – Czarny pionek · c5 – Czarny pionek · f5 – Biały pionek · d4 – Czarna wieża · e4 – Czarny hetman · a3 – Biała wieża · e3 – Biały skoczek · g3 – Biały pionek · h3 – Biały król · a2 – Biały pionek · b2 – Biały pionek · f2 – Biała wieża · h2 – Biały pionek · c1 – Biały hetman | a8 – Czarny goniec · g8 – Czarny król · a7 – Czarny pionek · c7 – Czarna wieża · g7 – Czarny pionek · h6 – Czarny pionek · c5 – Czarny pionek · f5 – Biały pionek · d4 – Czarna wieża · e4 – Czarny hetman · a3 – Biała wieża · e3 – Biały skoczek · g3 – Biały pionek · h3 – Biały król · a2 – Biały pionek · b2 – Biały pionek · f2 – Biała wieża · h2 – Biały pionek · c1 – Biały hetman | a8 – Czarny goniec · g8 – Czarny król · a7 – Czarny pionek · c7 – Czarna wieża · g7 – Czarny pionek · h6 – Czarny pionek · c5 – Czarny pionek · f5 – Biały pionek · d4 – Czarna wieża · e4 – Czarny hetman · a3 – Biała wieża · e3 – Biały skoczek · g3 – Biały pionek · h3 – Biały król · a2 – Biały pionek · b2 – Biały pionek · f2 – Biała wieża · h2 – Biały pionek · c1 – Biały hetman | 4 |
| 3 | a8 – Czarny goniec · g8 – Czarny król · a7 – Czarny pionek · c7 – Czarna wieża · g7 – Czarny pionek · h6 – Czarny pionek · c5 – Czarny pionek · f5 – Biały pionek · d4 – Czarna wieża · e4 – Czarny hetman · a3 – Biała wieża · e3 – Biały skoczek · g3 – Biały pionek · h3 – Biały król · a2 – Biały pionek · b2 – Biały pionek · f2 – Biała wieża · h2 – Biały pionek · c1 – Biały hetman | a8 – Czarny goniec · g8 – Czarny król · a7 – Czarny pionek · c7 – Czarna wieża · g7 – Czarny pionek · h6 – Czarny pionek · c5 – Czarny pionek · f5 – Biały pionek · d4 – Czarna wieża · e4 – Czarny hetman · a3 – Biała wieża · e3 – Biały skoczek · g3 – Biały pionek · h3 – Biały król · a2 – Biały pionek · b2 – Biały pionek · f2 – Biała wieża · h2 – Biały pionek · c1 – Biały hetman | a8 – Czarny goniec · g8 – Czarny król · a7 – Czarny pionek · c7 – Czarna wieża · g7 – Czarny pionek · h6 – Czarny pionek · c5 – Czarny pionek · f5 – Biały pionek · d4 – Czarna wieża · e4 – Czarny hetman · a3 – Biała wieża · e3 – Biały skoczek · g3 – Biały pionek · h3 – Biały król · a2 – Biały pionek · b2 – Biały pionek · f2 – Biała wieża · h2 – Biały pionek · c1 – Biały hetman | a8 – Czarny goniec · g8 – Czarny król · a7 – Czarny pionek · c7 – Czarna wieża · g7 – Czarny pionek · h6 – Czarny pionek · c5 – Czarny pionek · f5 – Biały pionek · d4 – Czarna wieża · e4 – Czarny hetman · a3 – Biała wieża · e3 – Biały skoczek · g3 – Biały pionek · h3 – Biały król · a2 – Biały pionek · b2 – Biały pionek · f2 – Biała wieża · h2 – Biały pionek · c1 – Biały hetman | a8 – Czarny goniec · g8 – Czarny król · a7 – Czarny pionek · c7 – Czarna wieża · g7 – Czarny pionek · h6 – Czarny pionek · c5 – Czarny pionek · f5 – Biały pionek · d4 – Czarna wieża · e4 – Czarny hetman · a3 – Biała wieża · e3 – Biały skoczek · g3 – Biały pionek · h3 – Biały król · a2 – Biały pionek · b2 – Biały pionek · f2 – Biała wieża · h2 – Biały pionek · c1 – Biały hetman | a8 – Czarny goniec · g8 – Czarny król · a7 – Czarny pionek · c7 – Czarna wieża · g7 – Czarny pionek · h6 – Czarny pionek · c5 – Czarny pionek · f5 – Biały pionek · d4 – Czarna wieża · e4 – Czarny hetman · a3 – Biała wieża · e3 – Biały skoczek · g3 – Biały pionek · h3 – Biały król · a2 – Biały pionek · b2 – Biały pionek · f2 – Biała wieża · h2 – Biały pionek · c1 – Biały hetman | a8 – Czarny goniec · g8 – Czarny król · a7 – Czarny pionek · c7 – Czarna wieża · g7 – Czarny pionek · h6 – Czarny pionek · c5 – Czarny pionek · f5 – Biały pionek · d4 – Czarna wieża · e4 – Czarny hetman · a3 – Biała wieża · e3 – Biały skoczek · g3 – Biały pionek · h3 – Biały król · a2 – Biały pionek · b2 – Biały pionek · f2 – Biała wieża · h2 – Biały pionek · c1 – Biały hetman | a8 – Czarny goniec · g8 – Czarny król · a7 – Czarny pionek · c7 – Czarna wieża · g7 – Czarny pionek · h6 – Czarny pionek · c5 – Czarny pionek · f5 – Biały pionek · d4 – Czarna wieża · e4 – Czarny hetman · a3 – Biała wieża · e3 – Biały skoczek · g3 – Biały pionek · h3 – Biały król · a2 – Biały pionek · b2 – Biały pionek · f2 – Biała wieża · h2 – Biały pionek · c1 – Biały hetman | 3 |
| 2 | a8 – Czarny goniec · g8 – Czarny król · a7 – Czarny pionek · c7 – Czarna wieża · g7 – Czarny pionek · h6 – Czarny pionek · c5 – Czarny pionek · f5 – Biały pionek · d4 – Czarna wieża · e4 – Czarny hetman · a3 – Biała wieża · e3 – Biały skoczek · g3 – Biały pionek · h3 – Biały król · a2 – Biały pionek · b2 – Biały pionek · f2 – Biała wieża · h2 – Biały pionek · c1 – Biały hetman | a8 – Czarny goniec · g8 – Czarny król · a7 – Czarny pionek · c7 – Czarna wieża · g7 – Czarny pionek · h6 – Czarny pionek · c5 – Czarny pionek · f5 – Biały pionek · d4 – Czarna wieża · e4 – Czarny hetman · a3 – Biała wieża · e3 – Biały skoczek · g3 – Biały pionek · h3 – Biały król · a2 – Biały pionek · b2 – Biały pionek · f2 – Biała wieża · h2 – Biały pionek · c1 – Biały hetman | a8 – Czarny goniec · g8 – Czarny król · a7 – Czarny pionek · c7 – Czarna wieża · g7 – Czarny pionek · h6 – Czarny pionek · c5 – Czarny pionek · f5 – Biały pionek · d4 – Czarna wieża · e4 – Czarny hetman · a3 – Biała wieża · e3 – Biały skoczek · g3 – Biały pionek · h3 – Biały król · a2 – Biały pionek · b2 – Biały pionek · f2 – Biała wieża · h2 – Biały pionek · c1 – Biały hetman | a8 – Czarny goniec · g8 – Czarny król · a7 – Czarny pionek · c7 – Czarna wieża · g7 – Czarny pionek · h6 – Czarny pionek · c5 – Czarny pionek · f5 – Biały pionek · d4 – Czarna wieża · e4 – Czarny hetman · a3 – Biała wieża · e3 – Biały skoczek · g3 – Biały pionek · h3 – Biały król · a2 – Biały pionek · b2 – Biały pionek · f2 – Biała wieża · h2 – Biały pionek · c1 – Biały hetman | a8 – Czarny goniec · g8 – Czarny król · a7 – Czarny pionek · c7 – Czarna wieża · g7 – Czarny pionek · h6 – Czarny pionek · c5 – Czarny pionek · f5 – Biały pionek · d4 – Czarna wieża · e4 – Czarny hetman · a3 – Biała wieża · e3 – Biały skoczek · g3 – Biały pionek · h3 – Biały król · a2 – Biały pionek · b2 – Biały pionek · f2 – Biała wieża · h2 – Biały pionek · c1 – Biały hetman | a8 – Czarny goniec · g8 – Czarny król · a7 – Czarny pionek · c7 – Czarna wieża · g7 – Czarny pionek · h6 – Czarny pionek · c5 – Czarny pionek · f5 – Biały pionek · d4 – Czarna wieża · e4 – Czarny hetman · a3 – Biała wieża · e3 – Biały skoczek · g3 – Biały pionek · h3 – Biały król · a2 – Biały pionek · b2 – Biały pionek · f2 – Biała wieża · h2 – Biały pionek · c1 – Biały hetman | a8 – Czarny goniec · g8 – Czarny król · a7 – Czarny pionek · c7 – Czarna wieża · g7 – Czarny pionek · h6 – Czarny pionek · c5 – Czarny pionek · f5 – Biały pionek · d4 – Czarna wieża · e4 – Czarny hetman · a3 – Biała wieża · e3 – Biały skoczek · g3 – Biały pionek · h3 – Biały król · a2 – Biały pionek · b2 – Biały pionek · f2 – Biała wieża · h2 – Biały pionek · c1 – Biały hetman | a8 – Czarny goniec · g8 – Czarny król · a7 – Czarny pionek · c7 – Czarna wieża · g7 – Czarny pionek · h6 – Czarny pionek · c5 – Czarny pionek · f5 – Biały pionek · d4 – Czarna wieża · e4 – Czarny hetman · a3 – Biała wieża · e3 – Biały skoczek · g3 – Biały pionek · h3 – Biały król · a2 – Biały pionek · b2 – Biały pionek · f2 – Biała wieża · h2 – Biały pionek · c1 – Biały hetman | 2 |
| 1 | a8 – Czarny goniec · g8 – Czarny król · a7 – Czarny pionek · c7 – Czarna wieża · g7 – Czarny pionek · h6 – Czarny pionek · c5 – Czarny pionek · f5 – Biały pionek · d4 – Czarna wieża · e4 – Czarny hetman · a3 – Biała wieża · e3 – Biały skoczek · g3 – Biały pionek · h3 – Biały król · a2 – Biały pionek · b2 – Biały pionek · f2 – Biała wieża · h2 – Biały pionek · c1 – Biały hetman | a8 – Czarny goniec · g8 – Czarny król · a7 – Czarny pionek · c7 – Czarna wieża · g7 – Czarny pionek · h6 – Czarny pionek · c5 – Czarny pionek · f5 – Biały pionek · d4 – Czarna wieża · e4 – Czarny hetman · a3 – Biała wieża · e3 – Biały skoczek · g3 – Biały pionek · h3 – Biały król · a2 – Biały pionek · b2 – Biały pionek · f2 – Biała wieża · h2 – Biały pionek · c1 – Biały hetman | a8 – Czarny goniec · g8 – Czarny król · a7 – Czarny pionek · c7 – Czarna wieża · g7 – Czarny pionek · h6 – Czarny pionek · c5 – Czarny pionek · f5 – Biały pionek · d4 – Czarna wieża · e4 – Czarny hetman · a3 – Biała wieża · e3 – Biały skoczek · g3 – Biały pionek · h3 – Biały król · a2 – Biały pionek · b2 – Biały pionek · f2 – Biała wieża · h2 – Biały pionek · c1 – Biały hetman | a8 – Czarny goniec · g8 – Czarny król · a7 – Czarny pionek · c7 – Czarna wieża · g7 – Czarny pionek · h6 – Czarny pionek · c5 – Czarny pionek · f5 – Biały pionek · d4 – Czarna wieża · e4 – Czarny hetman · a3 – Biała wieża · e3 – Biały skoczek · g3 – Biały pionek · h3 – Biały król · a2 – Biały pionek · b2 – Biały pionek · f2 – Biała wieża · h2 – Biały pionek · c1 – Biały hetman | a8 – Czarny goniec · g8 – Czarny król · a7 – Czarny pionek · c7 – Czarna wieża · g7 – Czarny pionek · h6 – Czarny pionek · c5 – Czarny pionek · f5 – Biały pionek · d4 – Czarna wieża · e4 – Czarny hetman · a3 – Biała wieża · e3 – Biały skoczek · g3 – Biały pionek · h3 – Biały król · a2 – Biały pionek · b2 – Biały pionek · f2 – Biała wieża · h2 – Biały pionek · c1 – Biały hetman | a8 – Czarny goniec · g8 – Czarny król · a7 – Czarny pionek · c7 – Czarna wieża · g7 – Czarny pionek · h6 – Czarny pionek · c5 – Czarny pionek · f5 – Biały pionek · d4 – Czarna wieża · e4 – Czarny hetman · a3 – Biała wieża · e3 – Biały skoczek · g3 – Biały pionek · h3 – Biały król · a2 – Biały pionek · b2 – Biały pionek · f2 – Biała wieża · h2 – Biały pionek · c1 – Biały hetman | a8 – Czarny goniec · g8 – Czarny król · a7 – Czarny pionek · c7 – Czarna wieża · g7 – Czarny pionek · h6 – Czarny pionek · c5 – Czarny pionek · f5 – Biały pionek · d4 – Czarna wieża · e4 – Czarny hetman · a3 – Biała wieża · e3 – Biały skoczek · g3 – Biały pionek · h3 – Biały król · a2 – Biały pionek · b2 – Biały pionek · f2 – Biała wieża · h2 – Biały pionek · c1 – Biały hetman | a8 – Czarny goniec · g8 – Czarny król · a7 – Czarny pionek · c7 – Czarna wieża · g7 – Czarny pionek · h6 – Czarny pionek · c5 – Czarny pionek · f5 – Biały pionek · d4 – Czarna wieża · e4 – Czarny hetman · a3 – Biała wieża · e3 – Biały skoczek · g3 – Biały pionek · h3 – Biały król · a2 – Biały pionek · b2 – Biały pionek · f2 – Biała wieża · h2 – Biały pionek · c1 – Biały hetman | 1 |
|   | a | b | c | d | e | f | g | h |   |

11. Anand – Topałow, partia angielska (A29)
1.c4 e5 2.Sc3 Sf6 3.Sf3 Sc6 4.g3 d5 5.cd5 S:d5 6.Bg2 Sb6 7.0-0 Be7 8.a3 0-0 9.b4 Be6 10.d3 f6 11.Se4 Qe8 12.Sc5 B:c5 13.bc5 Sd5 14.Bb2 Wd8 15.Qc2 Sde7 16.Wab1 Ba2 17.Wbc1 Qf7 18.Bc3 Wd7 19.Qb2 Wb8 20.Wfd1 Be6 21.Wd2 h6 22.Qb1 Sd5 23.Wb2 b6 24.cb6 cb6 25.Bd2 Wd6 26.Wbc2 Qd7 27.h4 Wd8 28.Qb5 Sde7 29.Qb2 Bd5 30.Bb4 S:b4 31.ab4 Wc6 32.b5 W:c2 33.W:c2 Be6 34.d4 e4 35.Sd2 Q:d4 36.S:e4 Q:b2 37.W:b2 Kf7 38.e3 g5 39.hg5 hg5 40.f4 gf4 41.ef4 Wd4 42.Kf2 Sf5 43.Bf3 Bd5 44.Sd2 B:f3 45.S:f3 Wa4 46.g4 Sd6 47.Kg3 Se4+ 48.Kh4 Sd6 49.Wd2 S:b5 50.f5 We4 51.Kh5 We3 52.Sh4 Sc3 53.Wd7+ We7 54.Wd3 Se4 55.Sg6 Sc5 56.Wa3 Wd7 57.We3 Kg7 58.g5 b5 59.Sf4 b4 60.g6 b3 61.Wc3 Wd4 62.W:c5 W:f4 63.Wc7+ Kg8 64.Wb7 Wf3 65.Wb8+ Kg7remis

### partia 12.
12. Topałow – Anand, gambit hetmański (D56)
1.d4 d5 2.c4 e6 3.Sf3 Sf6 4.Sc3 Ge7 5.Gg5 h6 6.Gh4 0-0 7.e3 Se4 8.G:e7 H:e7 9.Wc1 c6 10.Ge2 S:c3 11.W:c3 dc4 12.G:c4 Sd7 13.0-0 b6 14.Gd3 c5 15.Ge4 Wb8 16.Hc2 Sf6 17.dc5 S:e4 18.H:e4 bc5 19.Hc2 Gb7 20.Sd2 Wfd8 21.f3 Ga6 22.Wf2 Wd7 23.g3 Wbd8 24.Kg2 Gd3 25.Hc1 Ga6 26.Wa3 Gb7 27.Sb3 Wc7 28.Sa5 Ga8 29.Sc4 e5 30.e4 f5 31.ef5 e4 32.fe4 H:e4+ 33.Kh3 Wd4 34.Se3 He8 35.g4 h5 36.Kh4 g5+ 37.fg6 H:g6 38.Hf1 W:g4+ 39.Kh3 We7 40.Wf8+ Kg7 41.Sf5+ Kh7 42.Wg3 W:g3+ 43.hg3 Hg4+ 44.Kh2 We2+ 45.Kg1 Wg2+ 46.H:g2 G:g2 47.K:g2 He2+ 48.Kh3 c4 49.a4 a5 50.Wf6 Kg8 51.Sh6+ Kg7 52.Wb6 He4 53.Kh2 Kh7 54.Wd6 He5 55.Sf7 H:b2+ 56.Kh3 Hg7 0 – 1